# Chenillette Sno-Cat de Tucker
Le nom Sno-Cat s'applique à une série de véhicules à chenilles conçus pour circuler sur la neige et fabriqués par la société Tucker à Medford, Oregon.
Le Sno-Cat se distingue par son utilisation de quatre chenilles. Certains ont été utilisés pour des expéditions dans l'Antarctique au cours de la seconde moitié du XXe siècle. 

## Développement

### Évolution
Emmitt M. Tucker (1892-1964) a d'abord expérimenté vers1925 avec un véhicule entrainé par deux pontons à vis pour finalement produire un modèle à une vis et trois skis en 1926 appelé «snow motor sled».  
Vers 1935, Tucker invente une chenille à barreaux d'acier ajourés qui tourne autour d'un ponton (comme les premiers chars d'assaut) et  fabrique un véhicule léger à trois skis avec une chenille d'acier et un moteur refroidi par air, le Sno-Cycle, qui peut transporter trois passagers en ligne. Tucker expérimente et le 12 février 1941, il soumet une demande de brevet (no 2,284,075)  pour un semi-chenillé (2 chenilles arrière et 2 skis avant) avec train chenillé triangulaire sur pneumatiques. Au début de 1942, il fabrique un semi-chenillé Sno-Cat avec train chenillé triangulaire à roulements à billes sur ponton d'acier qui évoluera pour devenir le modèle No 423; sa demande de brevet est soumise le 3 juillet 1942 (no 2,341,000 émis le 8 février 1944). La manœuvrabilité étant très limitée par la direction primitive à essieu pivotant et à skis sans suspension, Tucker continue le développement. En 1948, le Sno-cat est muni de 4 chenilles lorsque Tucker invente le premier véhicule à chenilles, avec servo-direction articulée, inspiré du «bob sleigh» un type de traîneau à patins tiré par des chevaux. 
Il existe au moins deux modèles de production qui n'utilisaient que deux chenilles: la série 220 du petit Tucker Kitten (sans ski, muni d'un moteur de 10 cv, à bas de portes arrondies jusqu'en 1957, puis bas de porte carré) et la série 320 quasi-expérimentale avec l'avant de la chenille de plus grand diamètre (modèles No 322, No 323 et No 322-A à cabine avancée surnommé «tank»).

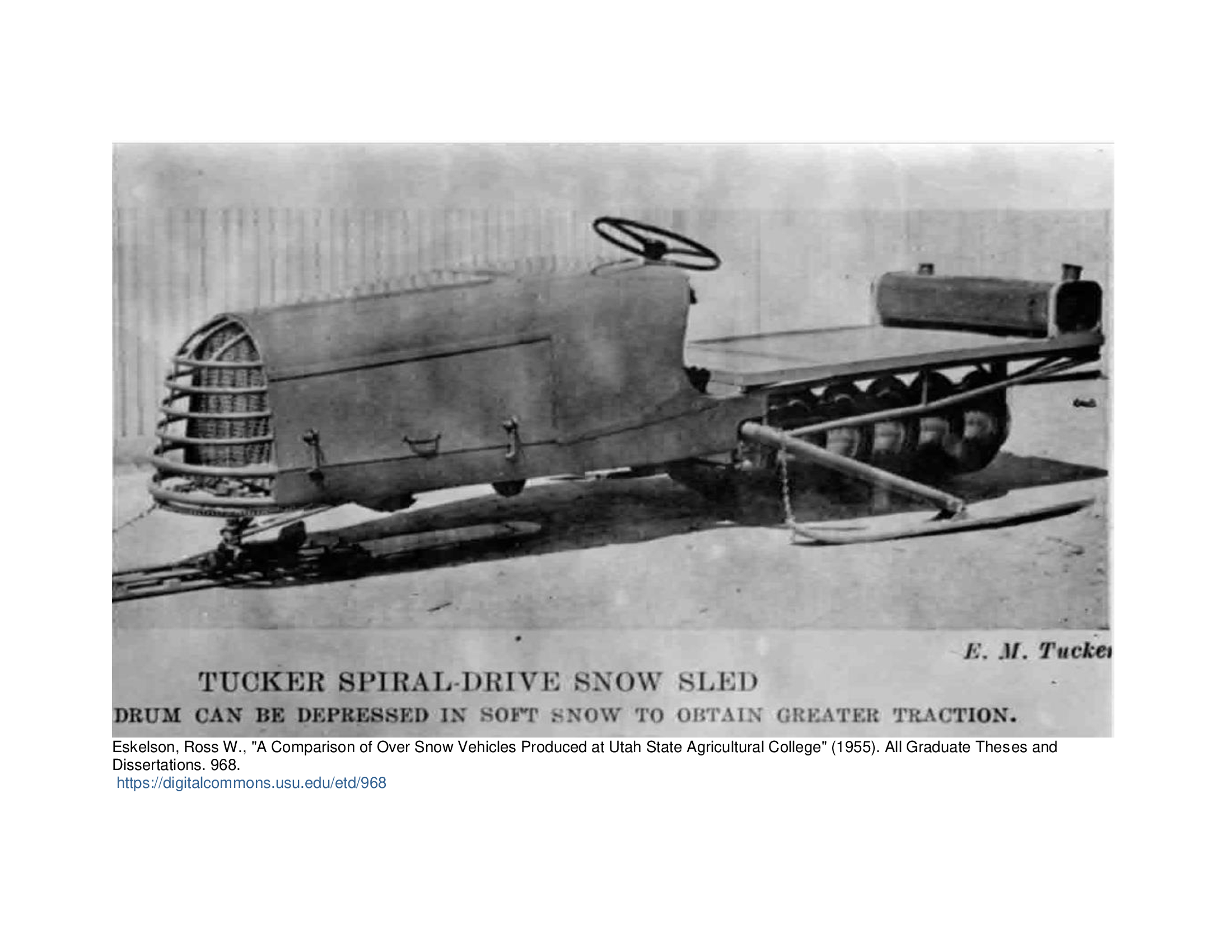
Spiral Drive Snow Sled, 1926.
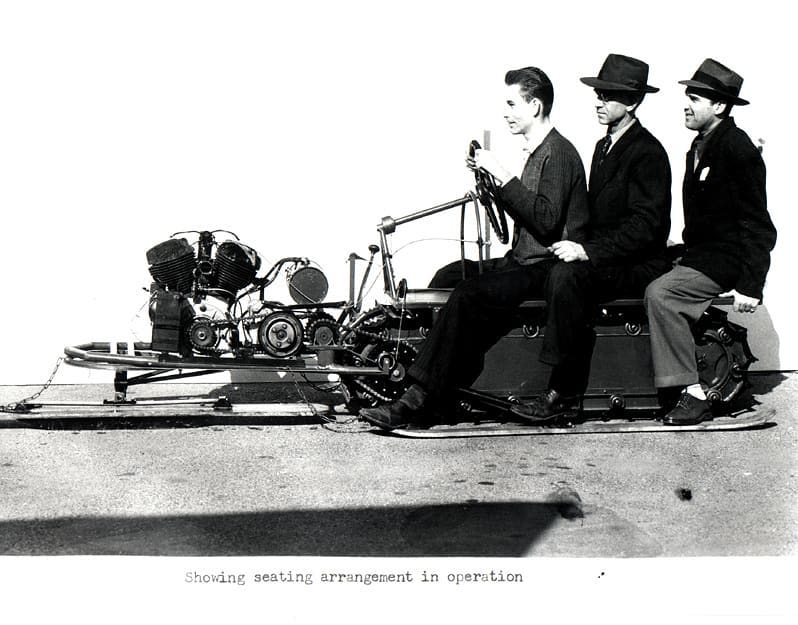
Sno-Cycle, 1935. 1ière chenille sur ponton.
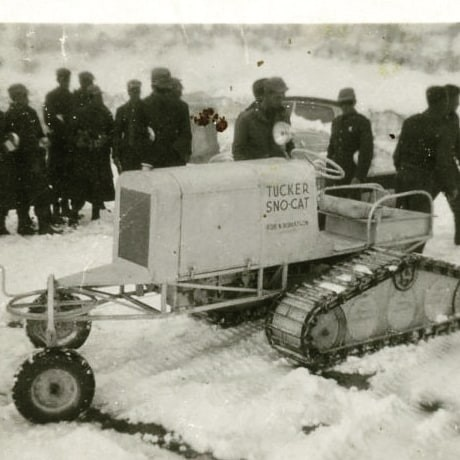
Prototype Sno-Cat (circa 1942) à train chenillé triangulaire.
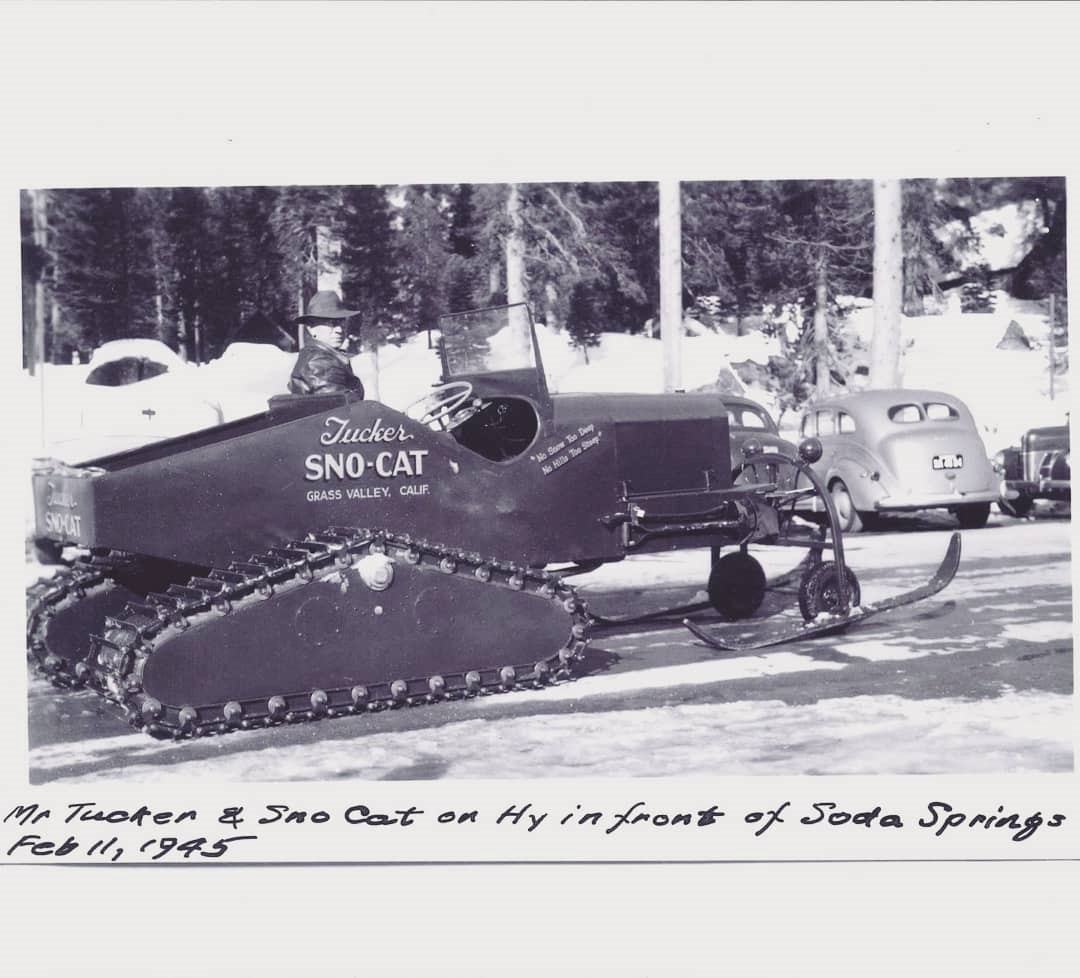
Sno-Cat 1945 modèle 420.
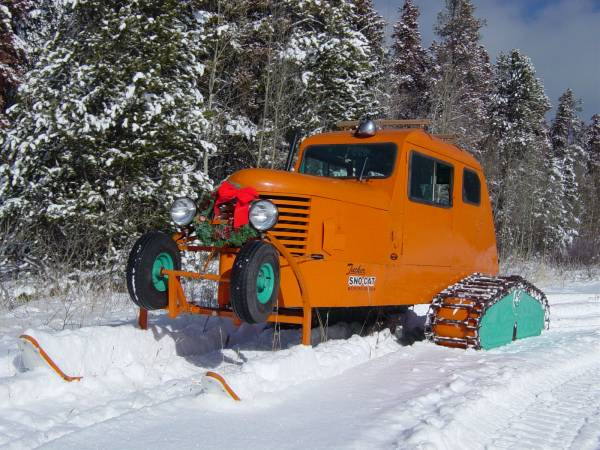
Sno-cat 1949 modèle 423.
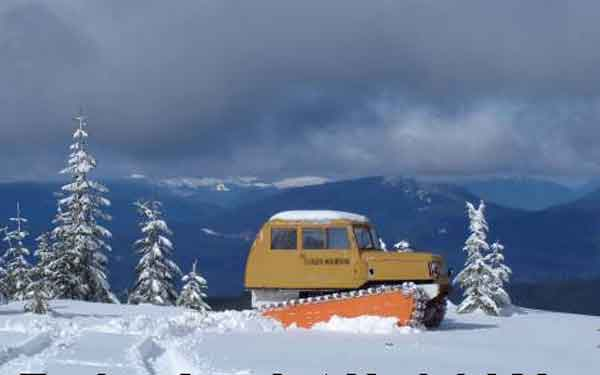
Modèle 323 à 2 chenilles.
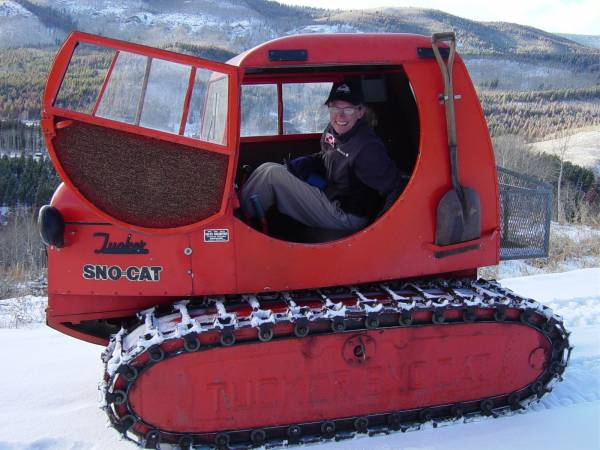
Kitten à porte ronde (rare).
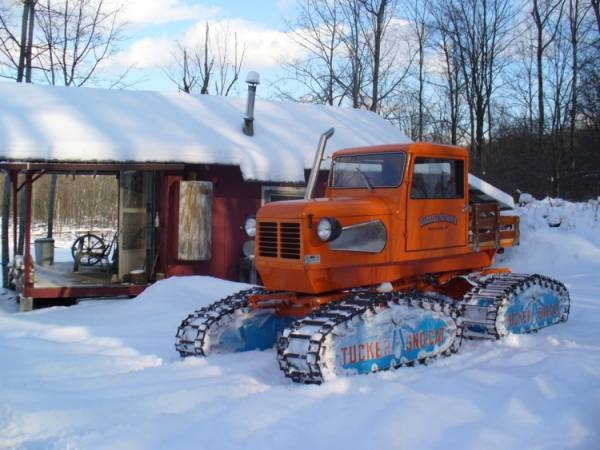
Sno-Cat 1967 modèle 342.
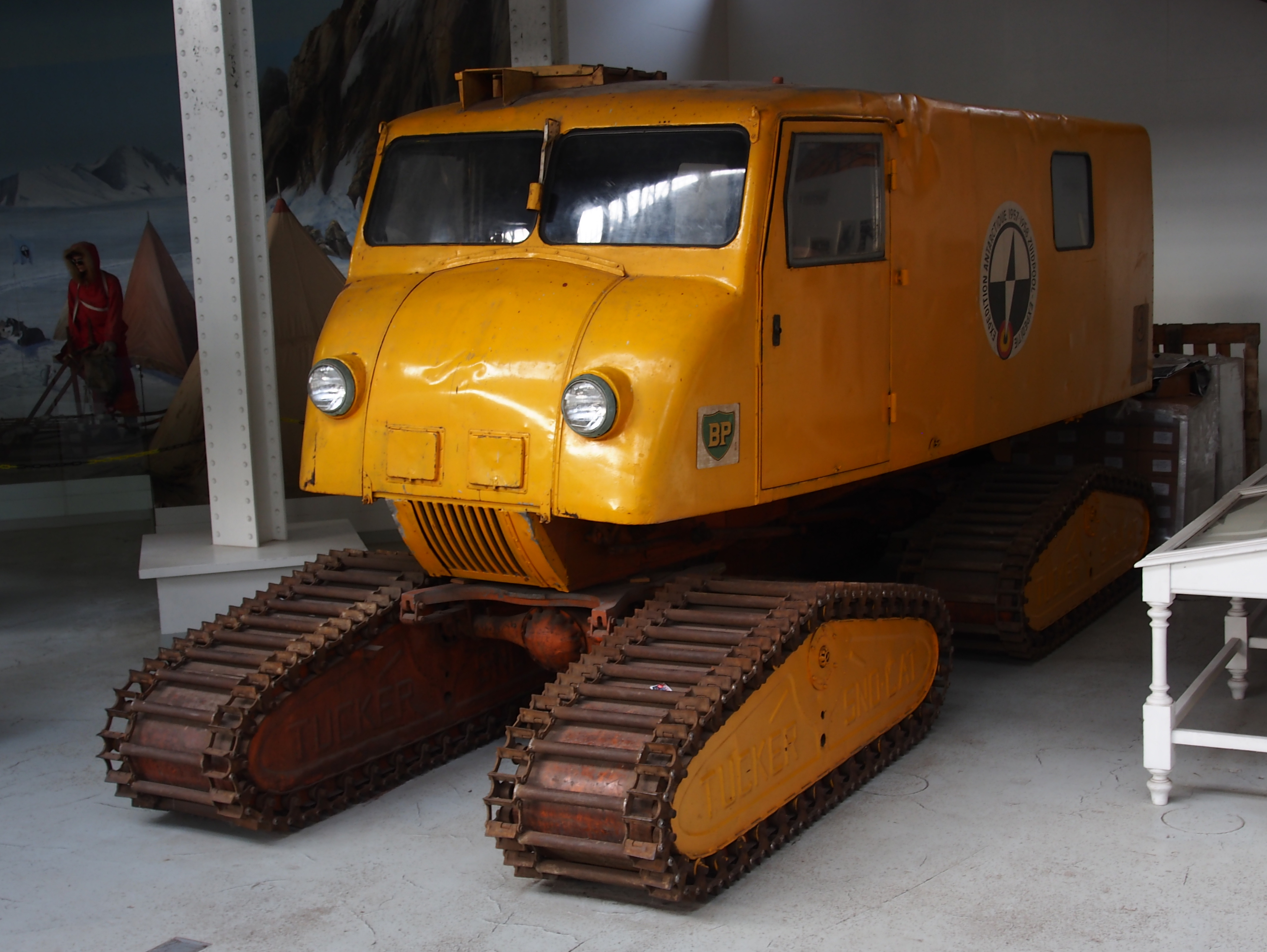
Sno-Cat 1957, modèle 743 (cab over).

### Servo-direction articulée

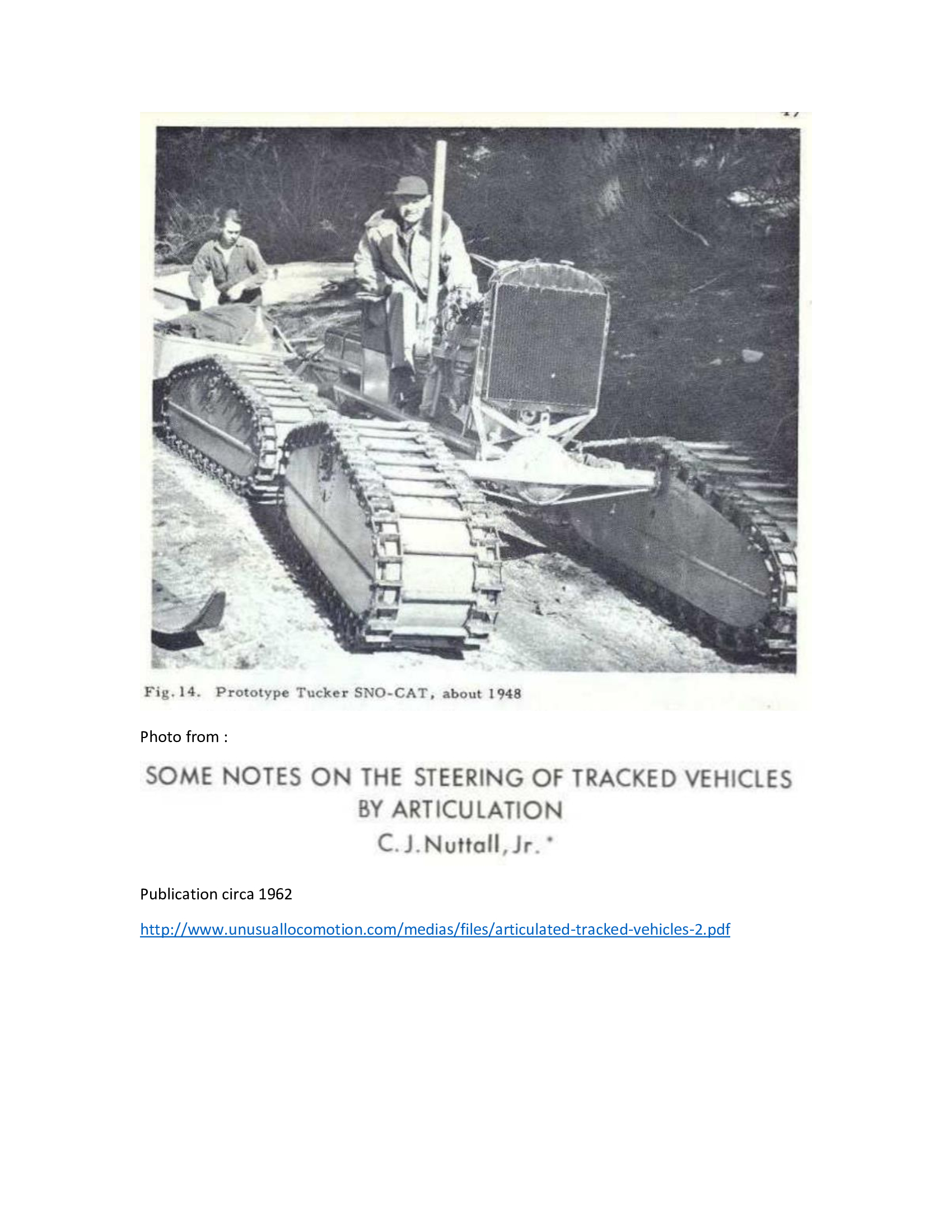
Prototype 1948.

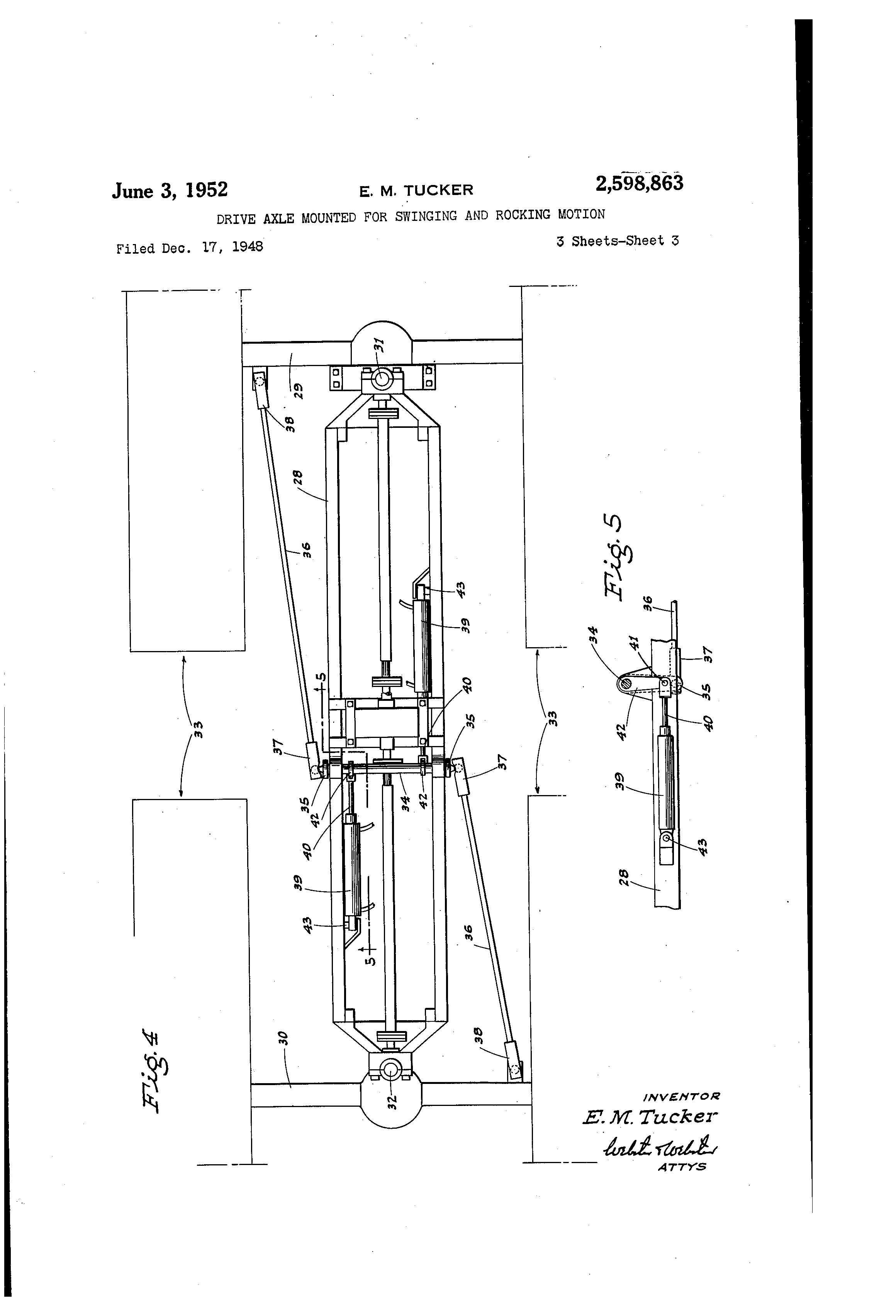
Brevet US2598863 soumis 1947-12-17.

Les Sno-Cats à quatre chenilles sont considérés comme des classiques de l'histoire américaine. Ils se distinguent par le système de servo-direction articulée inventé par Tucker. Deux robustes plaques en X oscillantes (fifth wheel) sont fixées sous le châssis par deux chevilles ouvrières; les ponts sont boulonnés aux plaques par l'intermédiaire des ressorts de suspension à lames (note, le brevet et le prototype n'ont pas de lames). Un levier de direction en H (steering swing) est fixé sur pivot à un point central du châssis et peut basculer vers l'avant ou l'arrière sous la poussée du cylindre hydraulique de servo-direction. Le levier de direction en H transfère le mouvement oscillant aux plaques avant et arrière (en direction opposée) via une barre de direction. Les joints de cardan des arbres de transmission permettent la faible rotation.

### Chenille sur ponton (brevet Tucker)

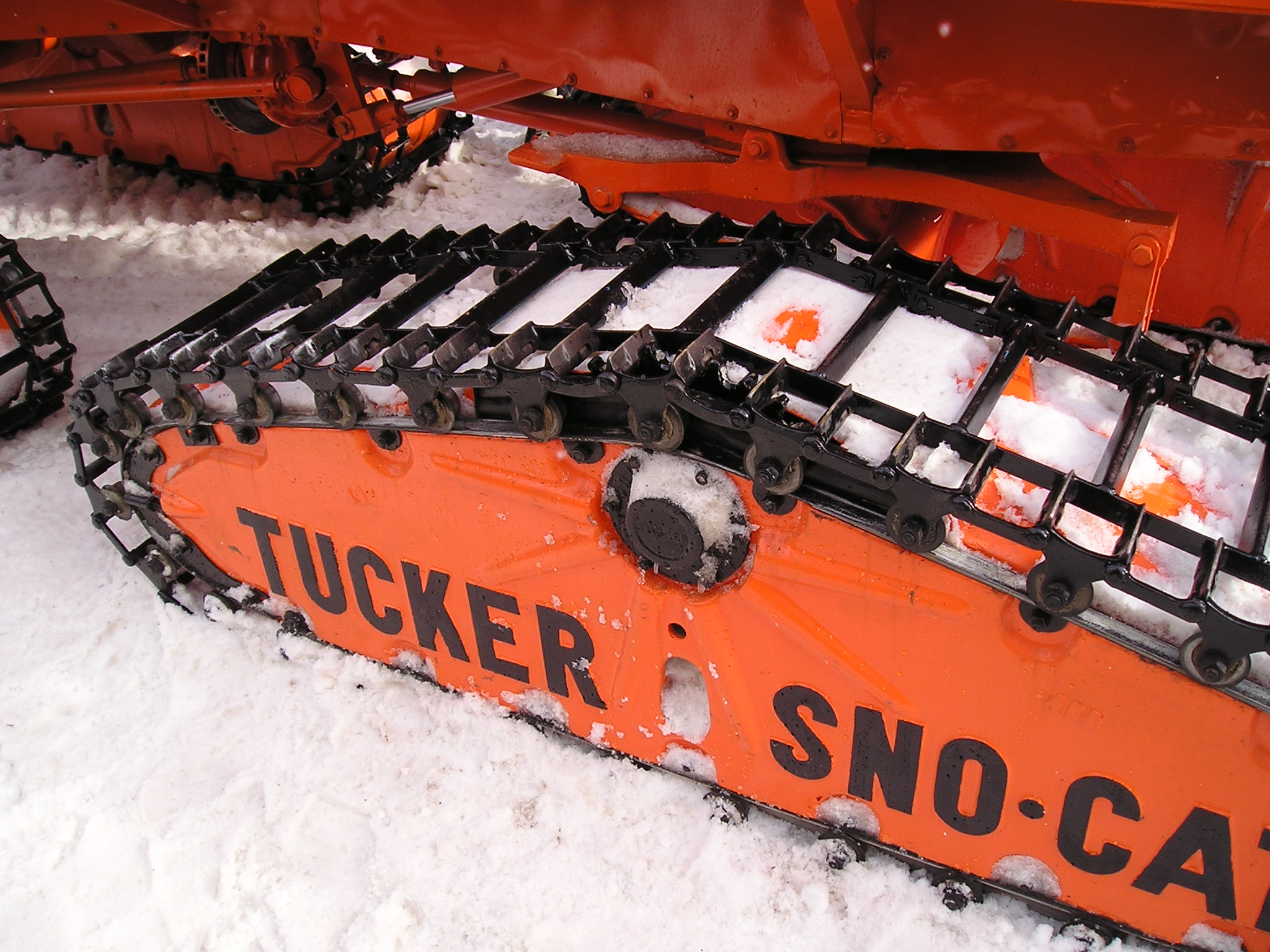
Chenille-ponton. Levier de direction en H visible en haut, à gauche.

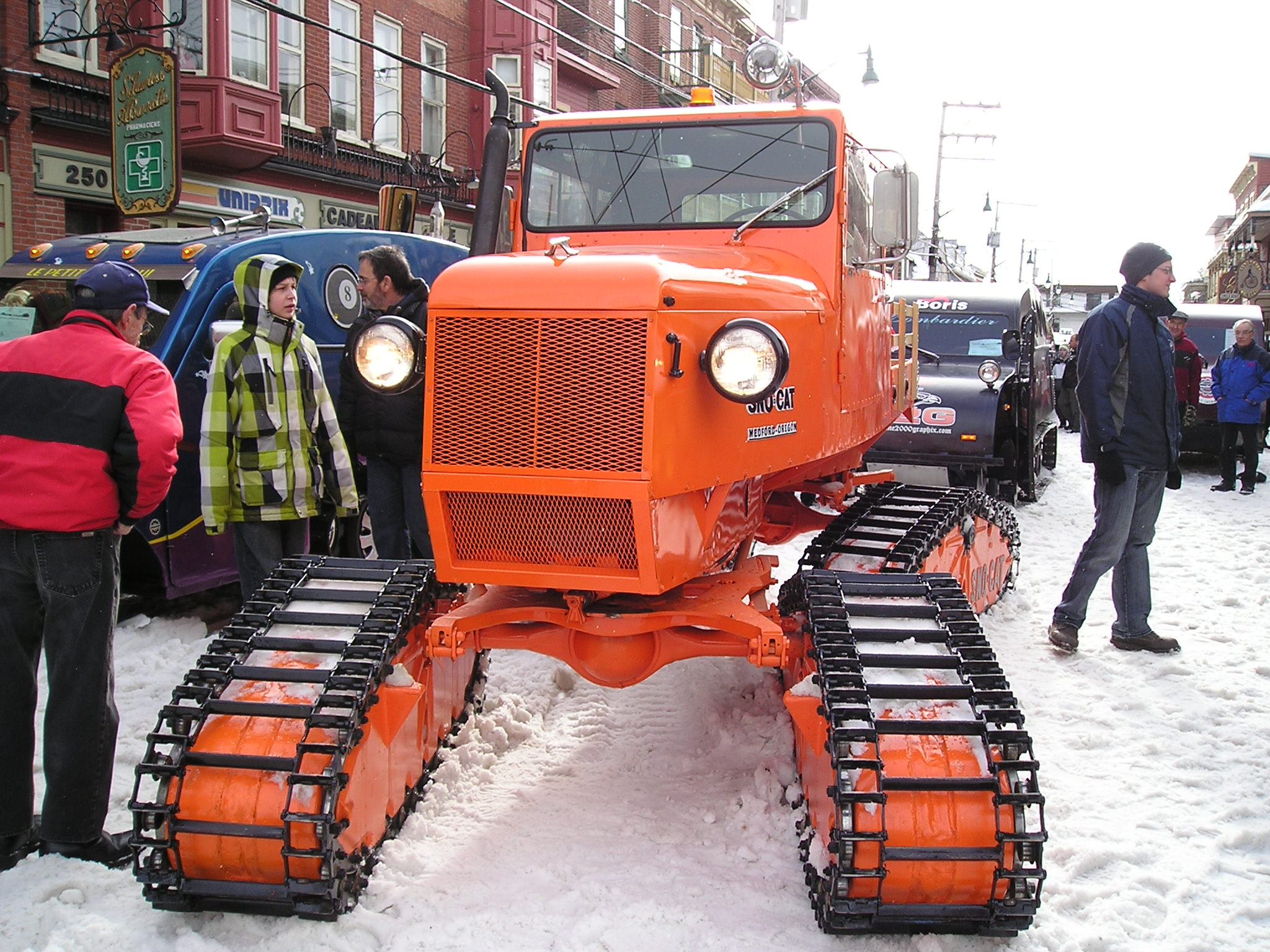
Angle maximum de rotation.

Le train chenillé est de type triangulaire. Les modèles classiques utilisaient tous une chenille en acier munie de roulements à billes et qui révolutionnait sur un ponton rigide tout en acier formant traineau (dont les côtés ont été remplacés ultérieurement par des panneaux en fibre de verre pour contrer la corrosion). Les chenilles, en forme de chaîne, sont entraînées par un pignon double situé en haut, au centre du ponton. La chenille, très ajourée, sert principalement à la traction alors que la base du ponton agit comme patin et assure la plus grande partie de la portance sur la neige. La flexibilité du châssis et de la suspension à lames combinée aux pontons pivotants permettaient une traction exceptionnelle en terrains accidentés (sauf au-dessus des crevasses en Antarctique). Le Sno-Cat est devenu populaire même si les chenilles d'acier s'usaient rapidement et que leurs 240 roulements à bille (et plus) nécessitaient une lubrification aux 320 km (avec pose et dépose du raccord à graisser). C'est dû principalement à sa grande manœuvrabilité en neige profonde grâce à la servo-direction qui fait pivoter les deux essieux (en direction opposée, sans blocage de chenille ni ripage), ainsi qu'à sa mécanique de camion à 4 roues motrices très fiable, sa haute garde au sol, sa stabilité assurée par l'écartement des chenilles, sa grande capacité de remorquage et son faible rayon de braquage malgré le petit angle de rotation des essieux (rayon de braquage de 5,5 m pour le No 443 par rapport à plus de 9 m pour le No 423 à 2 skis qui était encore moins efficace en neige profonde). 
Le système de direction articulé de Tucker ne permettait pas l'usage d'une lame chasse-neige à l'avant, à moins de risquer de graves avaries aux joints à rotule des barres de direction et aux chevilles ouvrières. La défaillance des roulements de chenille était la seule véritable faiblesse du Sno-Cat. Pourtant, une excellente chenille (à travers d'acier boulonnés sur courroies de caoutchouc) existait déjà, celle des autoneiges de Bombardier qui a été utilisée avec succès par d'autres grands manufacturiers comme Foremost Nodwell, et Thiokol. Il semble que Tucker et ses clients attribuaient les performances exceptionnelles du Sno-Cat, en neige profonde, aux chenilles sur ponton sans reconnaître l'importance de la direction articulée. Aujourd'hui, l'usage de chenilles de caoutchouc sur les Sno-Cats a démontré le contraire.

### Évolution des chenilles
Tucker invente la chenille d'acier sur ponton en 1935 et adopte la configuration triangulaire qui permet le chevauchement des dos d'âne en 1938; elle sera disponible jusqu'en 1980 et Tucker en fabrique encore pour la rénovation de Sno-Cats anciens. Vers 1973, les Sno-Cats adoptent la chenille à travers d'acier boulonnés sur quatre courroies de caoutchouc renforcées. Vers 1996, la chenille moulée d'une seule pièce (Terra) est utilisée.

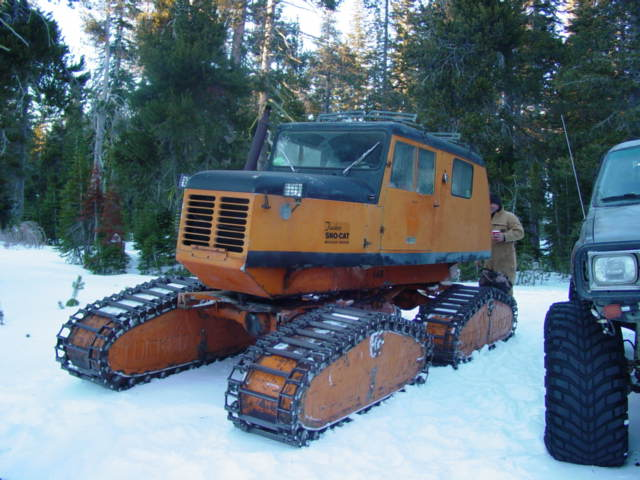
Sno-Cat 443 à chenilles d'acier sur ponton.
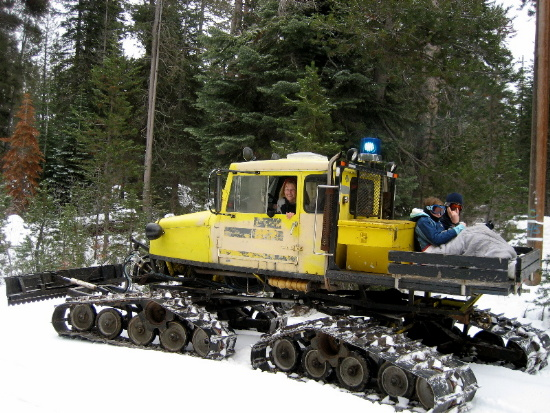
Chenilles à travers d'acier boulonnés sur courroies de caoutchouc renforcées.
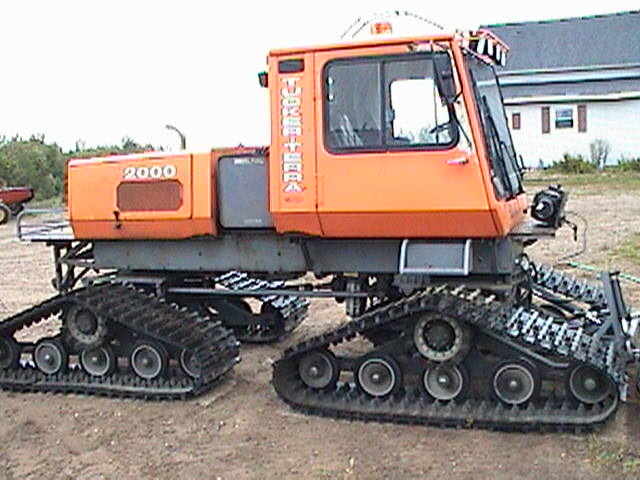
Chenille moulées en caoutchouc renforcé.

## Modèles classiques (à pontons) et utilisation

### Utilisation
Les premiers semi-chenillés de Tucker ont principalement servi aux skieurs et aux propriétaires de chalets en montagne pour accéder à des sites dont les chemins étaient ensevelis sous la neige en hiver. Il y a eu quelques essais pour faire de l'arpentage ou pour aller faire de l'entretien d'équipements situés en des endroits inaccessibles en hiver. Ce n'est qu'avec le Sno-Cat à quatre chenilles et ses capacités exceptionnelles que les utilisations commerciales se sont multipliées.  
Les Sno-Cats ont été utilisés dans des domaines variés: l'exploration de l'antarctique, l'entretien d'équipements situés dans les montagnes enneigées, l'entretien des pistes de ski et des sentiers de motoneige ainsi que l'usage industriel, entre autres, pour la suppression des incendies, la prospection de gaz et de pétrole.  

### Modèles
Le premier chiffre désigne la série, le deuxième le nombre de chenilles (2 ou 4) et le dernier le nombre de portes (0, 1, 2 ou 3); 0 pour aire ouverte sans cabine, 1 avec toit seulement (sans porte), 2 avec cabine courte à 2 portes, 3 avec cabine allongée dont la troisième porte est à l'arrière (qui peut accueillir une civière dans les grands modèles comme les fourgons de l'expédition antarctique). Plusieurs configurations étaient disponibles: berline (sedan), fourgon à espace de chargement fermé, plateforme ouverte (flat deck) et cabine avancée (cab over); certains ont été fabriqués sur mesure pour des clients particuliers. Dans les anciens pamphlets publicitaires, la série 400 est appelée «utility» et la série 700 «freighter». Le A qui suit certains numéros de série indique l'utilisation, sur la chenille, de roulements à billes de 1 pouce plutôt que le 3/4 de pouce standard.   
1. 220, 221, 222: Appelé «Kitten» (chaton), petit Sno-Cat à 2 chenilles (virage par blocage d'une chenille), il existe un modèle à portes rondes (plutôt que carrées) et celui du fils d'Emmitt Tucker (aussi à portes rondes), muni de 2 pontons de la série 400.
2. 321, 322, 322-A (tank), 323: Série expérimentale à 2 chenilles (châssis trapézoïdal plutôt que rectangulaire comme le Kitten, ou triangulaire comme tous les autres). Le prototype de 1956 (appelé tank) est un 322-A à moteur central et cabine avancée. Tous les autres sont de type sedan et n'ont été produits qu'à peu d'exemplaires. Conçus vers 1965, les modèles 342 et 343 (à 4 chenilles) sont une version compacte des 442 et 443; leur cabine exiguë a limité les ventes.
3. 420, 421, 422, 423, 424, 440, 442,443, 443 (châssis tubulaire): Série originale dérivée du prototype de 1942 (1ier semi-chenillé Sno-Cat style 420 sans cabine) , dont le sedan 423 avec skis à l'avant et le modèle 442 à 4 chenilles et plateau arrière.
4. 523, 524, 540, 542, 542CF, 543, 544: La série, conçue à la même époque, se veut une version robuste de la série 400 et se distingue par ses larges chenilles de 28" au lieu de 18" (71 cm vs 45,7 cm); elle est aussi disponible en cabine sur moteur (cab over).
5. 623, 643: Sur Internet, la photo d'un modèle à 2 skis et cabine allongée, serait un 623.
6. 722, 740CF, 742, 743: La série 700 est originellement appelée «freighter». Vers 1957, des modèles 743 avec cabine sur moteur ont été fabriqués pour accueillir 20 passagers (style autocar).
7. 800: Les modèles de cette série sont les plus gros et sont équipés d'un moteur diesel Cummins 6 cylindres. En 1959, la série 800 reprend le style autocar, mais aux angles de carrosserie carrés, qui sera surnommé «boîte à chaussure», sur un châssis encore plus gros (chenille 32" x 125" ou 813 mm x 3175 mm); la plupart des Sno-Cats série 800 ont probablement été vendus au U. S. Antarctic Research Program.
8. 942: Vers 1969, la série 900 est ajoutée comme une version utilitaire (plus courte) de la série 700, très semblable à la série 500 mais avec des chenilles moins larges.
9. Les pamphlets des années cinquante listaient une série de remorques portant les numéros 925, 926, 927, 948 et 949; cette dernière pouvait accueillir 25 passagers.

| Modèle        | 222    | 342-A  | 400-A  | 500-A  | 700-A   | 800    | 942-A   |
| Passagers     | 2      | 2-4    | 6-8    | 2      | 12-15   |        | 2 (6-8) |
| Puissance     | 25 cv  | 115 cv | 115 cv | 180 cv | 180/235 | Diesel | 180 cv  |
| Capacité (lb) | 650    | 1000   | 1650   | 1800   | 2750    | 10000  | 2500    |
| Remorque      | 1000   | 2000   | 4100   | 5000   | 7500    | 18000  | 6000    |
| Ponton (po)   | 13¾x82 | 18x76  | 18x84  | 28x84  | 24x103  | 32x125 | 24x84   |
| Largeur       | 47½"   | 76"    | 76"    | 96"    | 89"     | 113"   | 90"     |
| Longueur      | 83"    | 184"   | 190"   | 195"   | 238"    | 288"   | 194"    |
| Hauteur       | 70"    | 78"    | 89"    | 89"    | 90"     |        | 88"     |
| Poids (lb)    | 1395   | 3500   | 4520   | 5400   | 7000    | 21000  | 6500    |

## Concurrents historiques
Tucker est toujours en activité avec ses «Sno-Cat» à quatre chenilles. Parmi ses premiers concurrents qui fabriquaient tous des véhicules à deux chenilles, Thiokol, KRISTI (Snowcat) et le fabricant suédois Aktiv (Snow Trac) ont cessé leurs activités. Bombardier s'est diversifié et Foremost s'est spécialisé dans les véhicules de transport tout-terrain de grande capacité.

### Bombardier

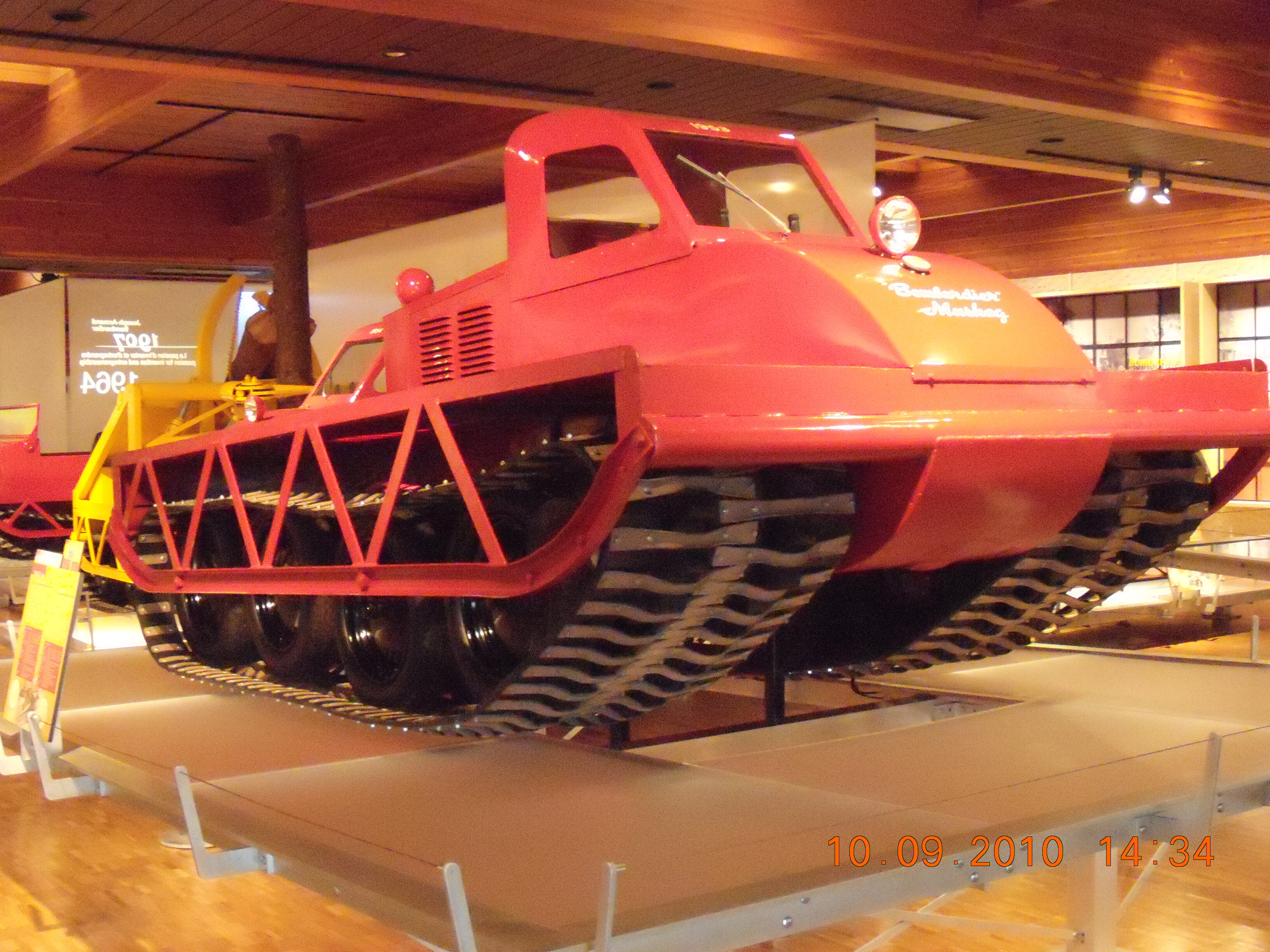
Muskeg avec chenilles larges à double roue et entrainées par barbotin double, (chenilles conçues vers 1942 pour le Bombardier Mark I livré à l'armée canadienne).

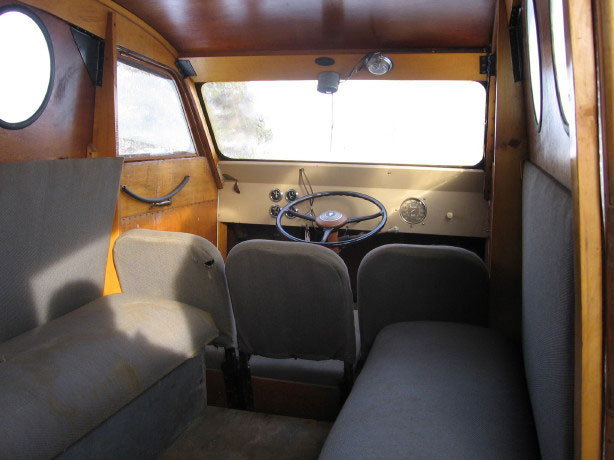
Intérieur d'un B-12.

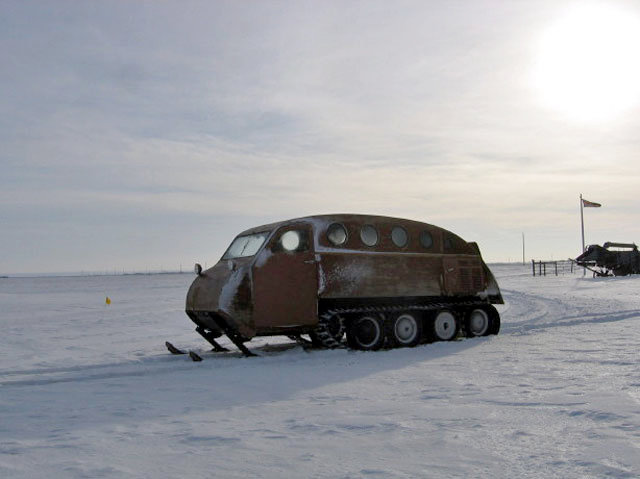
B-12 1951 à carrosserie de bois.

La compagnie poursuit toujours ses activités mais a radicalement modifié son modèle d'affaires et sa sélection de produits en devenant un important fabricant de produits récréatifs (la motoneige Ski-Doo et sa chenille moulée en caoutchouc, inventée en 1959), ainsi que de matériel de transport aérien et ferroviaire. En 1935 (brevet obtenu en 1937), Bombardier a inventé la chenille à travers d'acier boulonnés sur courroies de caoutchouc (à convoyeur) et entrainée par un barbotin caoutchouté (engrenage). Il a vendu plus de 3 000 autoneiges B-12 pour le transport de passagers (12 passagers) dont certaines sont toujours utilisées aujourd'hui et qui sont très en demande par les collectionneurs. Cette autoneige, avec deux skis avant, est limitée en manœuvrabilité dans la neige profonde des hautes montagnes mais peut atteindre 80 km/h dans les plaines ou sur les lacs gelés (24 km/h pour le Sno-Cat original de Tucker; mais en pratique, il est très coûteux de dépasser 8 km/h). En 1961, Bombardier invente la «dameuse» avec le Snowpacker dont un exemplaire est utilisé pendant plusieurs années au centre de ski du Mont Offord en Estrie, au Québec. En 1982, Bombardier a vendu son entreprise de fabrication de chenilles de caoutchouc renforcées à Camoplast. En 1995, la compagnie Bombardier se sépare de sa division de produits récréatifs qui devient BRP (Bombardier Produits récréatifs). En 2004, Camoplast achète de Bombardier la division de dameuses puis, en 2005, la revend à Leitner Group/Prinoth.

### Thiokol

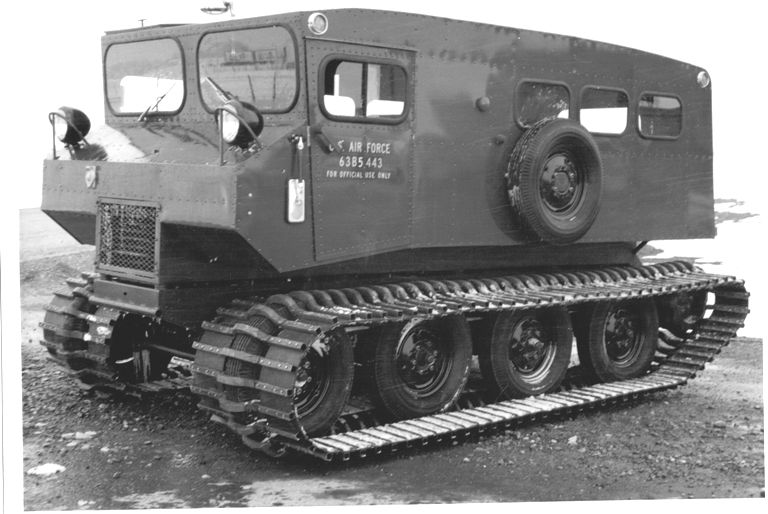
Thiokol modèle 601, armée américaine.

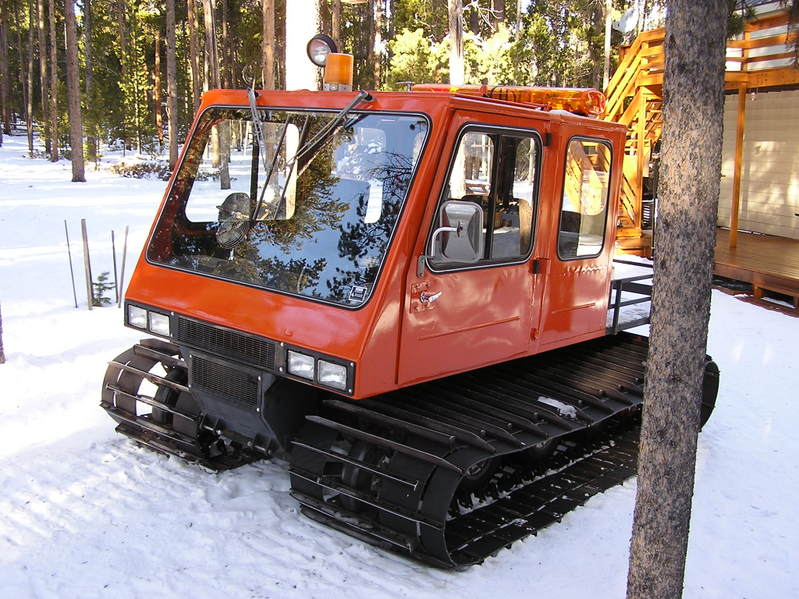
LMC 1500.

«Au début des années soixante, la Fondation Scientifique de l'Utah transfère la production de ses autoneiges à la compagnie Thiokol Chemical Corporation, qui a modifié les modèles existants et développé d'autres modèles. La principale modification a trait au mécanisme de direction (très rudimentaire avec un ski) qui est remplacé par un système à différentiel pour permettre d'effectuer un virage en freinant une chenille»,(Gray p. 539). Thiokol se diversifia ensuite dans la production de dameuses pour les centres de ski mais en 1978 vendit cette division à John DeLorean qui la renomma DeLorean Motor Company (DMC). Elle devint Logan Machine Company (LMC) en 1988 et cessa ses opérations en 2000.  DMC a poursuivi la production des véhicules les plus populaires de Thiokol, Imp, Super-Imp et Spryte, qui ont été des succès commerciaux mais sans pouvoir compenser pour les autres pertes de l'entreprise. Beaucoup de ces modèles sont encore utilisés aujourd'hui sur le marché commercial et sont populaires en tant que chenillettes privées. La compagnie Thiokol est devenue un fournisseur de matériel aérospatial et a fusionné avec d'autres compagnies.

### Foremost (Nodwell)

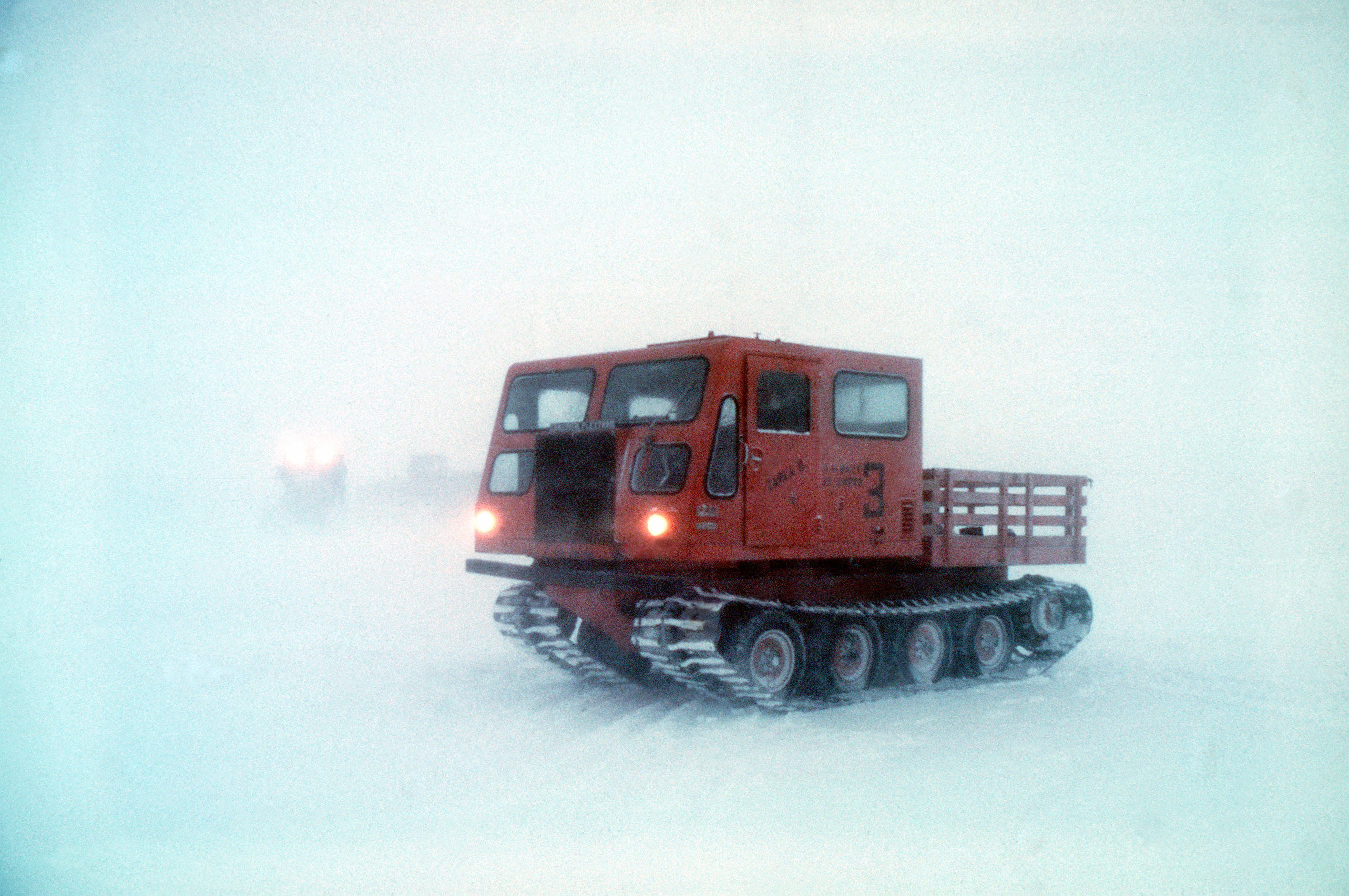
Foremost Nodwell 240.

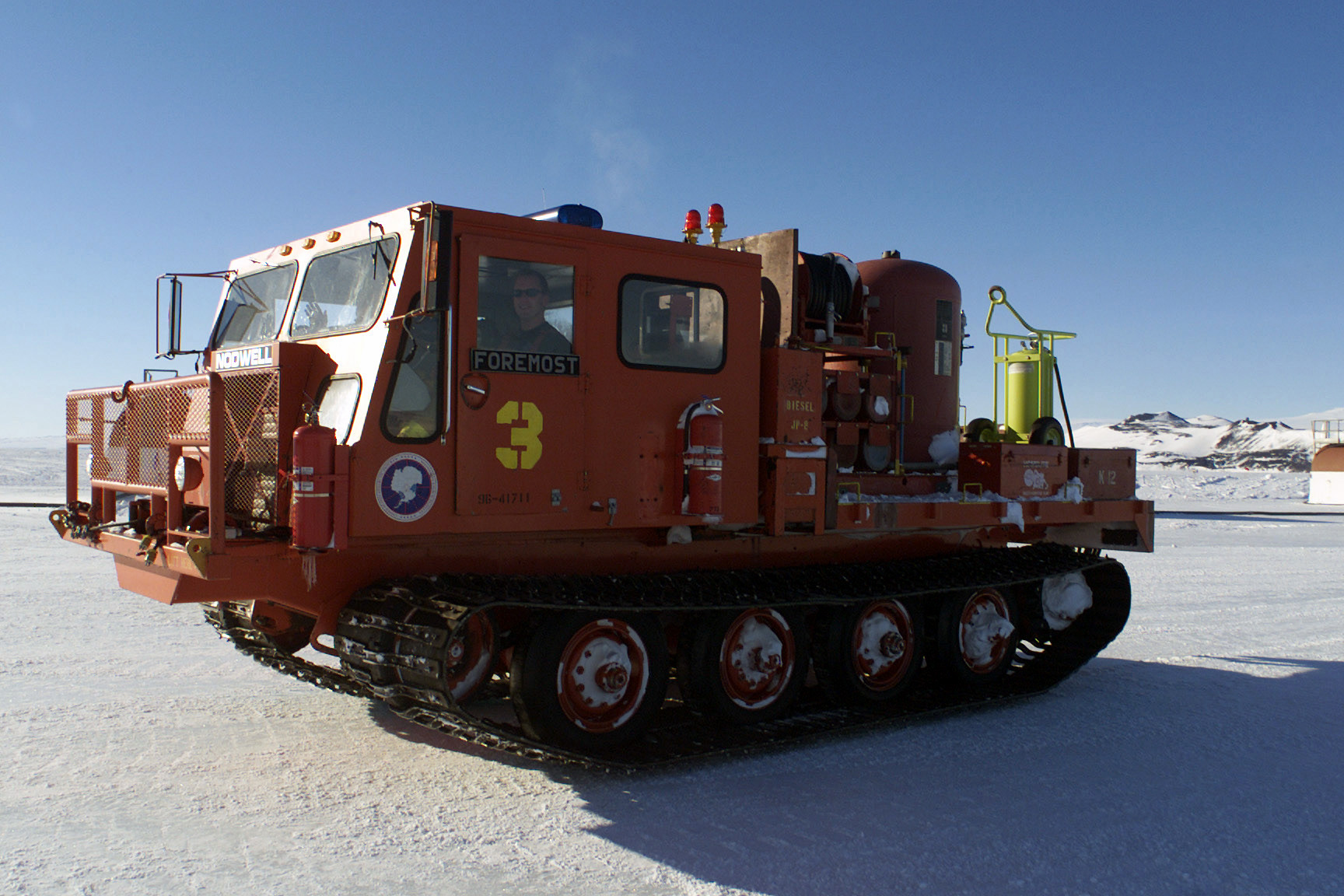
Notez les barbotins aux 2 extrémités de la chenille.

À partir de 1948, Bruce Nodwell a construit quelques véhicules d'exploration pétrolière appelés «North Kings» pour la compagnie Imperial Oil en Alberta. Les véhicules sont peu manœuvrables et peu durables. En 1950, Bombardier fabrique pour Imperial Oil des camions à double chenille et skis à l'avant (pouvant être remplacée par des chenilles non motrices); la chenille est semblable à celle de ses autoneiges mais plus large, à trois courroies, double roue et entrainée par un barbotin double. En 1953, Bombardier produit le Muskeg monoplace à chenille large qui a beaucoup de succès. Nodwell s'en inspire et, en 1955, il invente le «wide track», une chenille large à deux courroies et simple roue mais dont l'alignement est assuré par l'usage d'un barbotin à chaque extrémité. Familier avec l'exploration pétrolière, il fabrique une chenillette de grande capacité, d'abord appelé «Tracked Truck», et qui deviendra le Nodwell 110 (capacité de 110 x 100 lbs ou 11 000 lbs). Aujourd'hui, Foremost possède trois divisions, des usines en 5 endroits, 400 employés et fabrique aussi des véhicules sur chenilles de très grande capacité.

### Kristi Snowcat

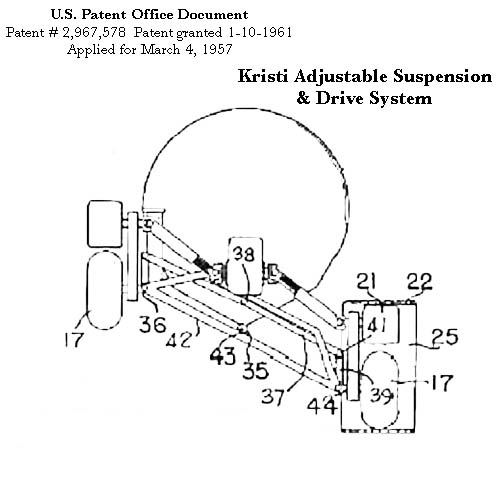
Dessin de la suspension ajustable.

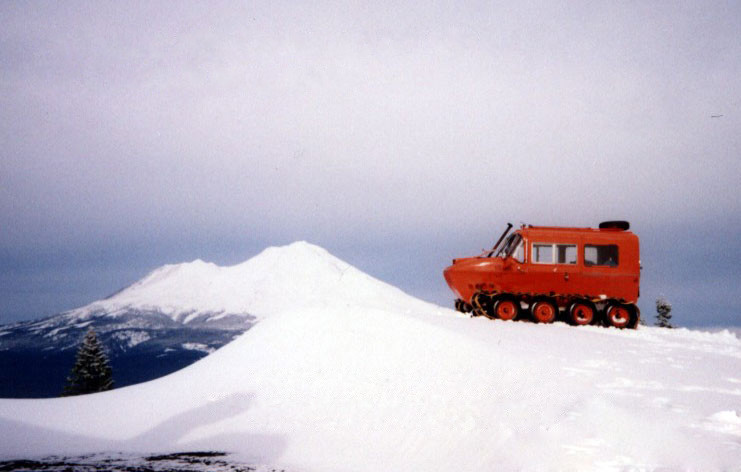
Kristi KT3

La compagnie Kristi de l'État du Colorado (États-Unis), produisit environ 180 Snowcats de 1956 à 1968. Ces petits véhicules, pour le transport de quelques personnes, se distinguaient par la possibilité d'ajuster en hauteur les chenilles et par leurs portes latérales à ouverture verticale (albatros). Le «ski action» permettait de relever une chenille de telle sorte que la cabine demeurait horizontale en traversant des dénivelés; de plus, la suspension hydraulique des chenilles leur permettait de suivre le profil des bosses. Kristi a été acheté par un groupe d'ingénieurs de Boeing qui a déménagé la production à Washington, laquelle a cessé au début des années 1970.

### Aktiv (Snow-Trac)

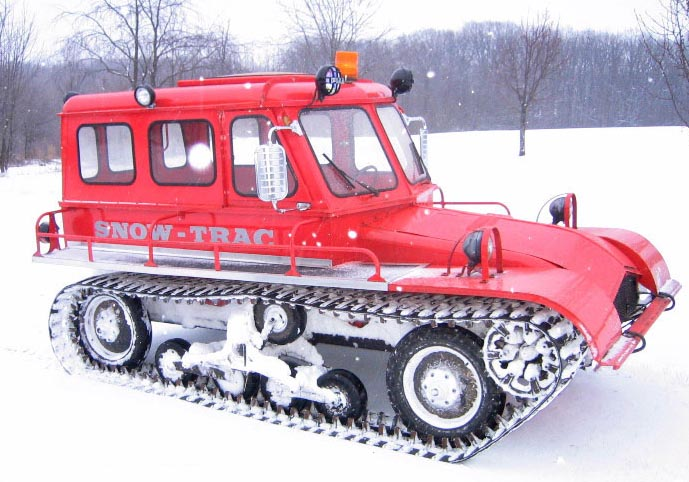
1972 Aktiv Snow-Trac ST4.

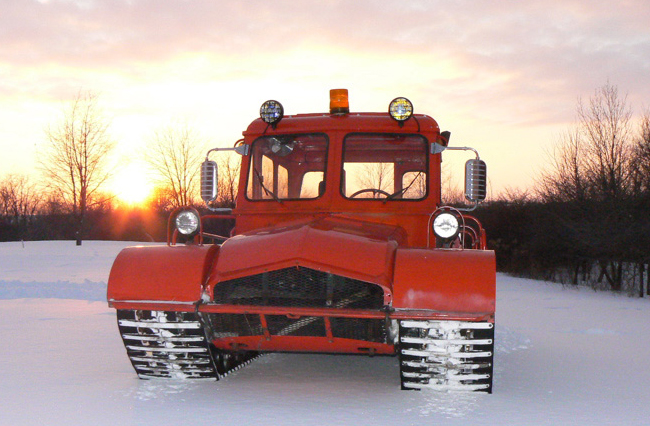
1972 Snow-Trac ST4 (7 passengers)

En 1954, l'ingénieur chef de AB Westerasmaskiner, une compagnie suédoise d'équipement de ferme, développe un véhicule à chenilles pour aller avec son frère à la pêche blanche en hiver. La compagnie reprend son idée et met en production sa première autoneige Snow Trac (en) en 1957. Il s'agit d'un petit véhicule à deux chenilles de la grosseur d'une auto compacte. Une des nouveautés est l'utilisation d'un volant au lieu de leviers pour le diriger. Ce volant est relié à un variateur de courant qui répartit la vitesse de déroulement des chenilles selon la position du volant. Le conducteur est le seul à faire face vers l'avant, les six passagers sont assis de chaque côté et l'entrée est à l'arrière. Aktiv a fabriqué plus de 2 200 Snow Trac. Mais en 1982 son fournisseur (Volkswagen) a cessé la fabrication de moteurs refroidis par air en Europe. Le Snow-Trac a été exporté à travers le monde dont en Alaska et dans le nord du Canada pour le transport des équipes de réparation et d'entretien des télécommunications et des routes. Le Snow-Trac est toujours d'usage courant.

### Galerie

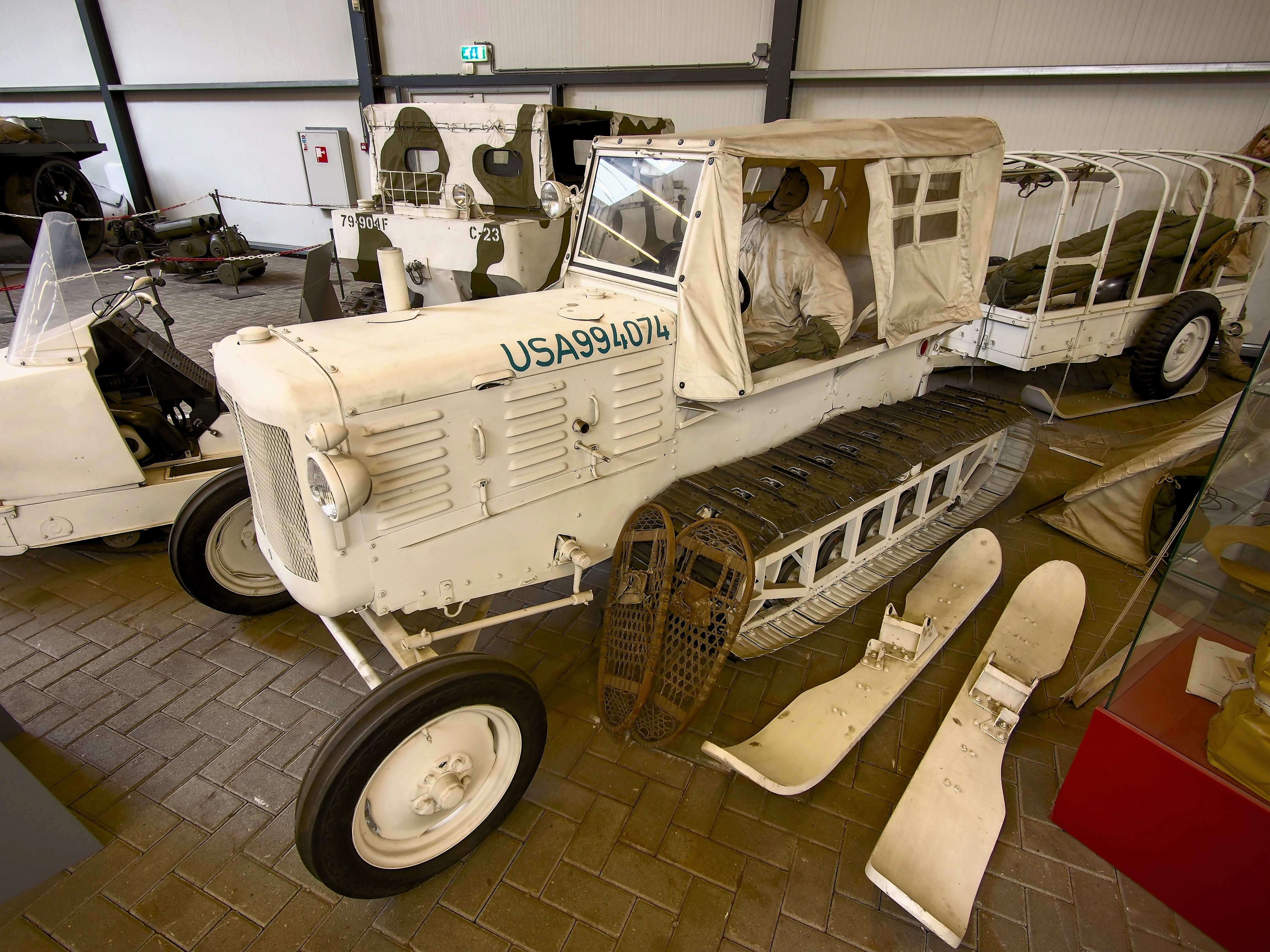
Allis-Chalmers 1944 M7 Snow Tractor.
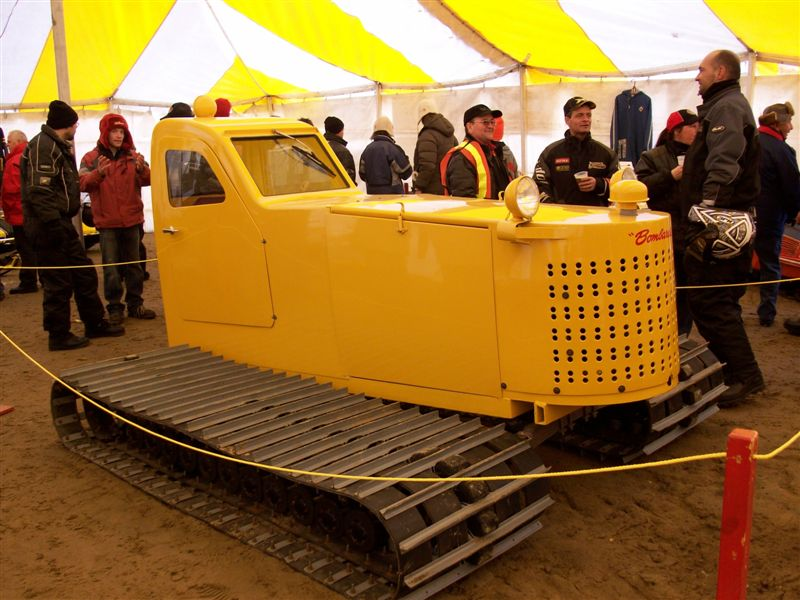
Bombardier Snowpacker 1961.
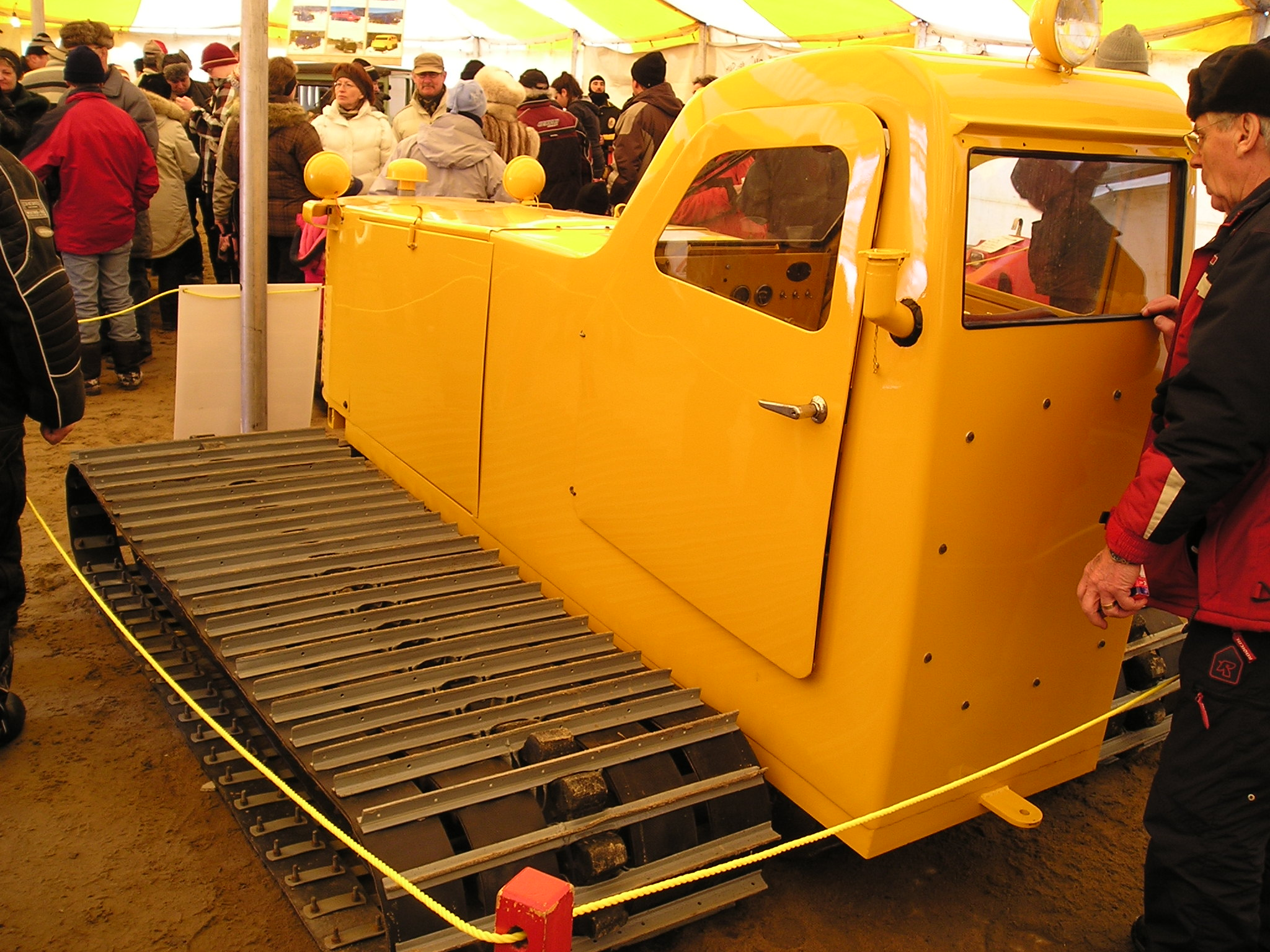
Bombardier Snowpacker 1961.
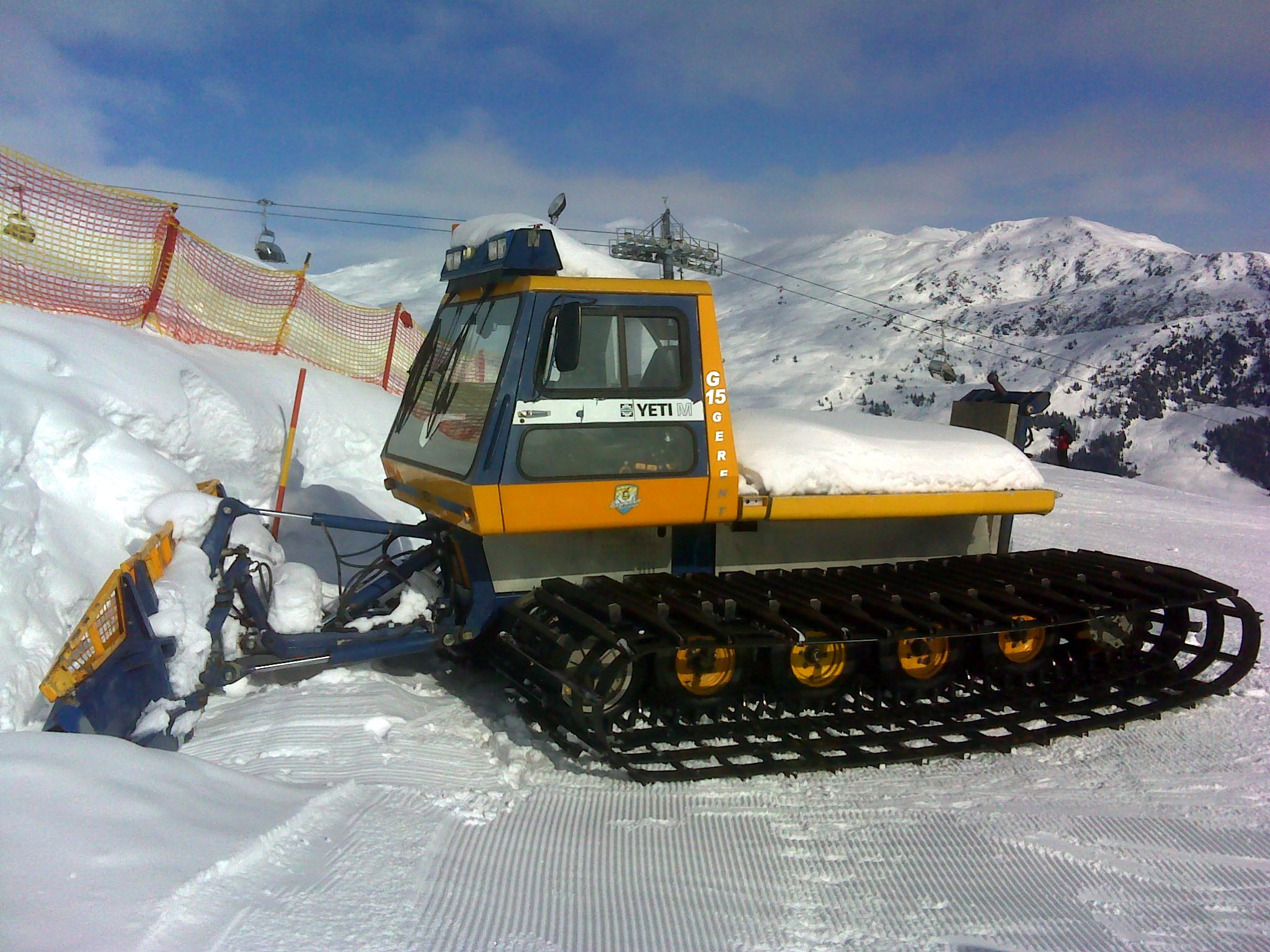
Dameuse Bombardier.
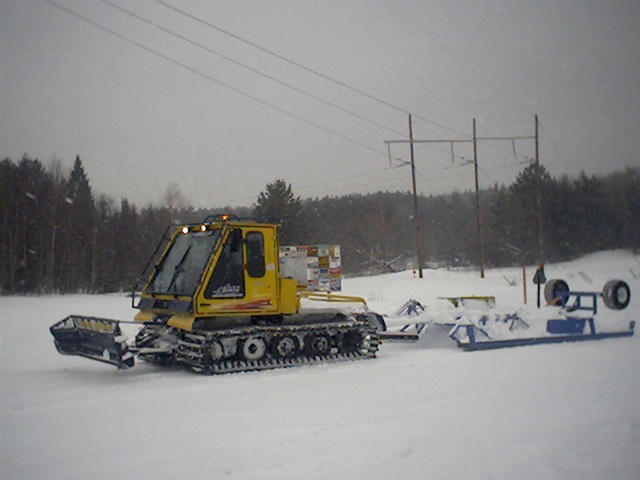
Bombardier BR180 (Surfaceuse de sentier).
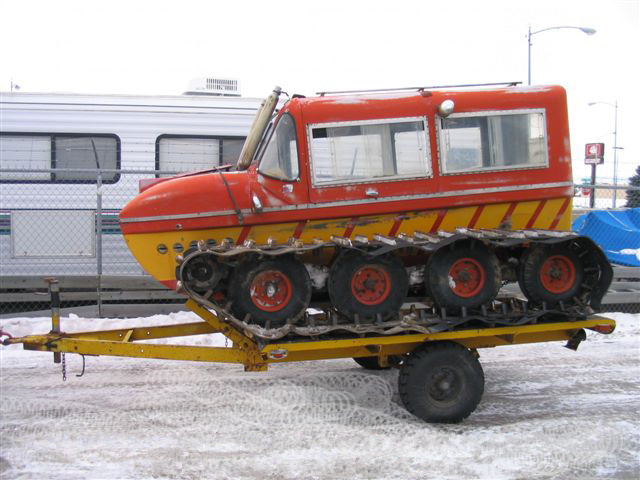
Kristi KT3 Snowcat et remorque Kristi.
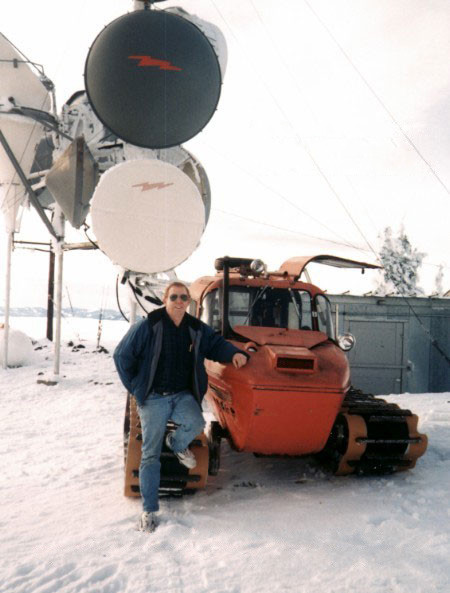
Kristi Snowcat (portes albatros & suspension relevée).
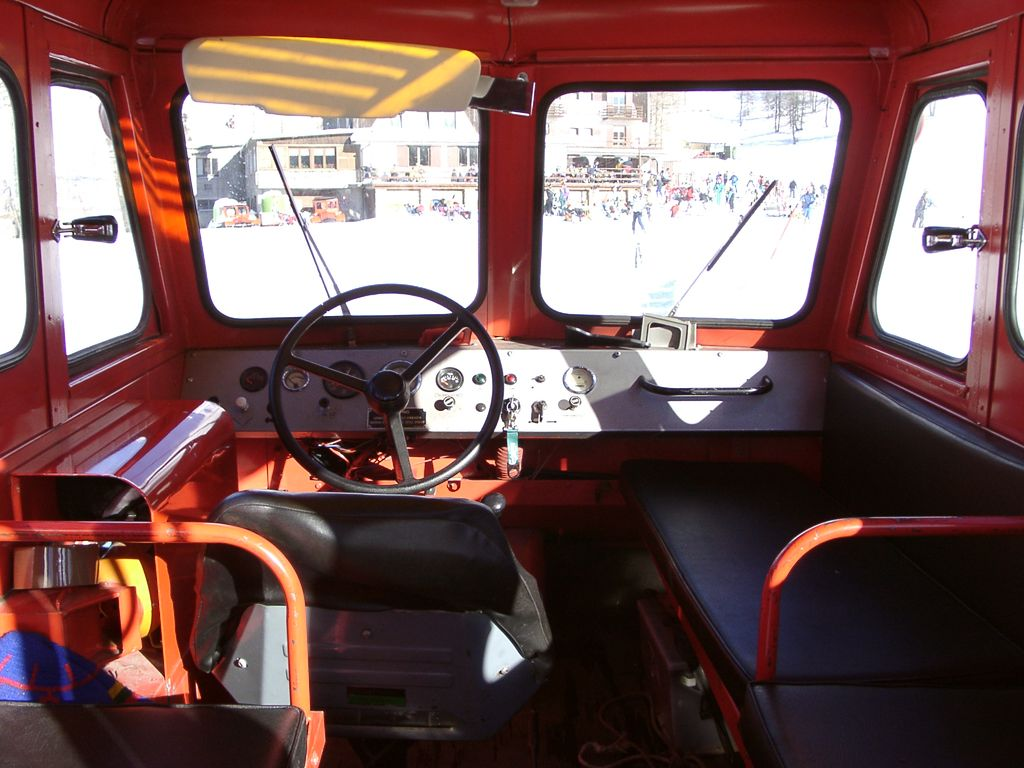
Aktiv Snow-Trac (intérieur et volant).
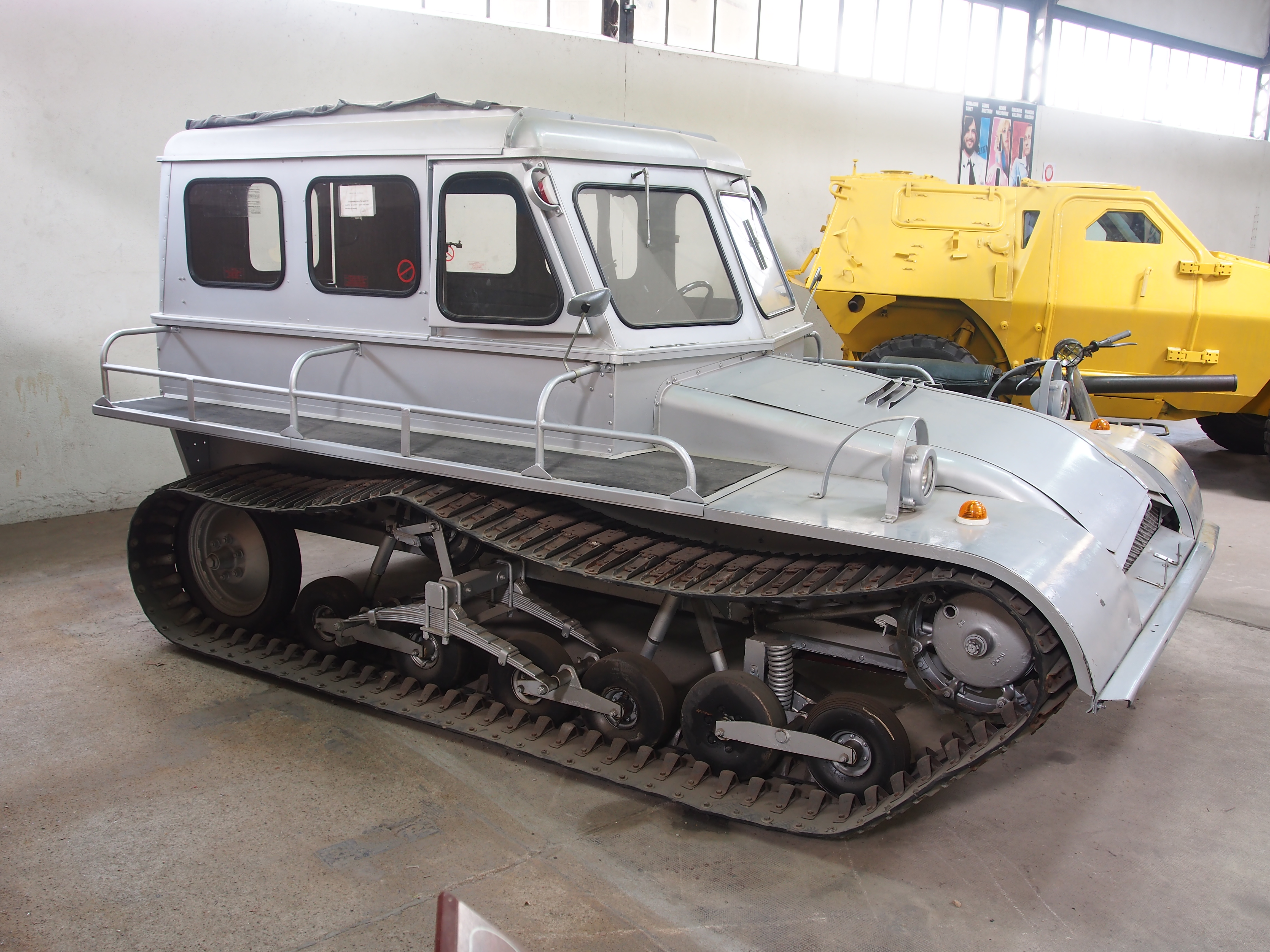
Aktiv Snow-Trac (suspension)

### Aujourd'hui
Le Sno-Cat a de nombreux concurrents modernes pour le damage des pentes enneigées dans les stations de ski et le surfaçage des sentiers de motoneige: Kässbohrer Geländefahrzeug /PistenBully, Prinoth, Soucy, VMC/UTV International, Scot-Trac ainsi que Sure Trac conversions de tracteurs agricoles pour damer la neige. Le bras articulé au-dessus de certaines dameuses européennes, sert à guider le câble du treuil arrière pour permettre de gravir les pentes raides.

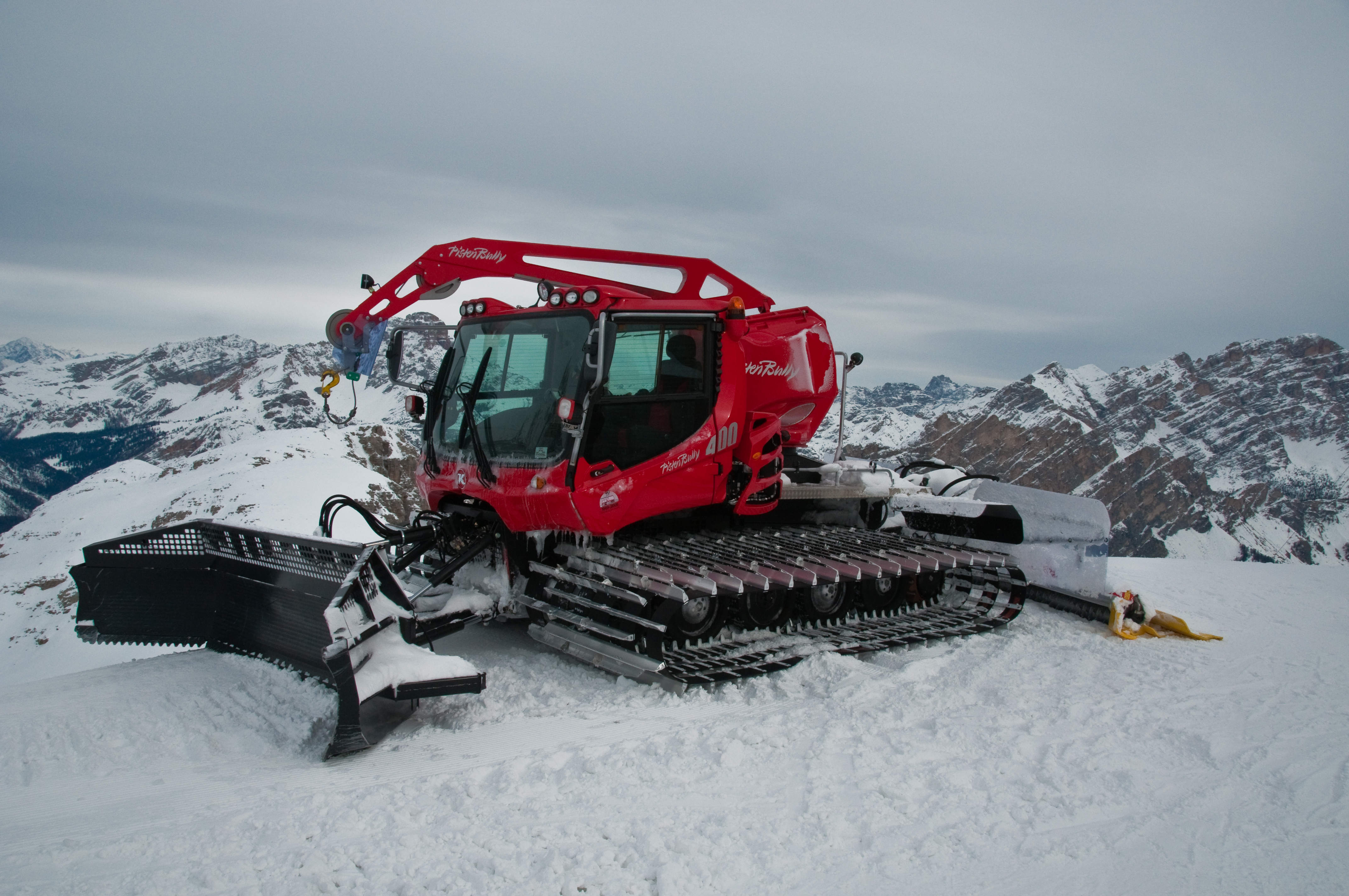
Dameuse PistenBully.
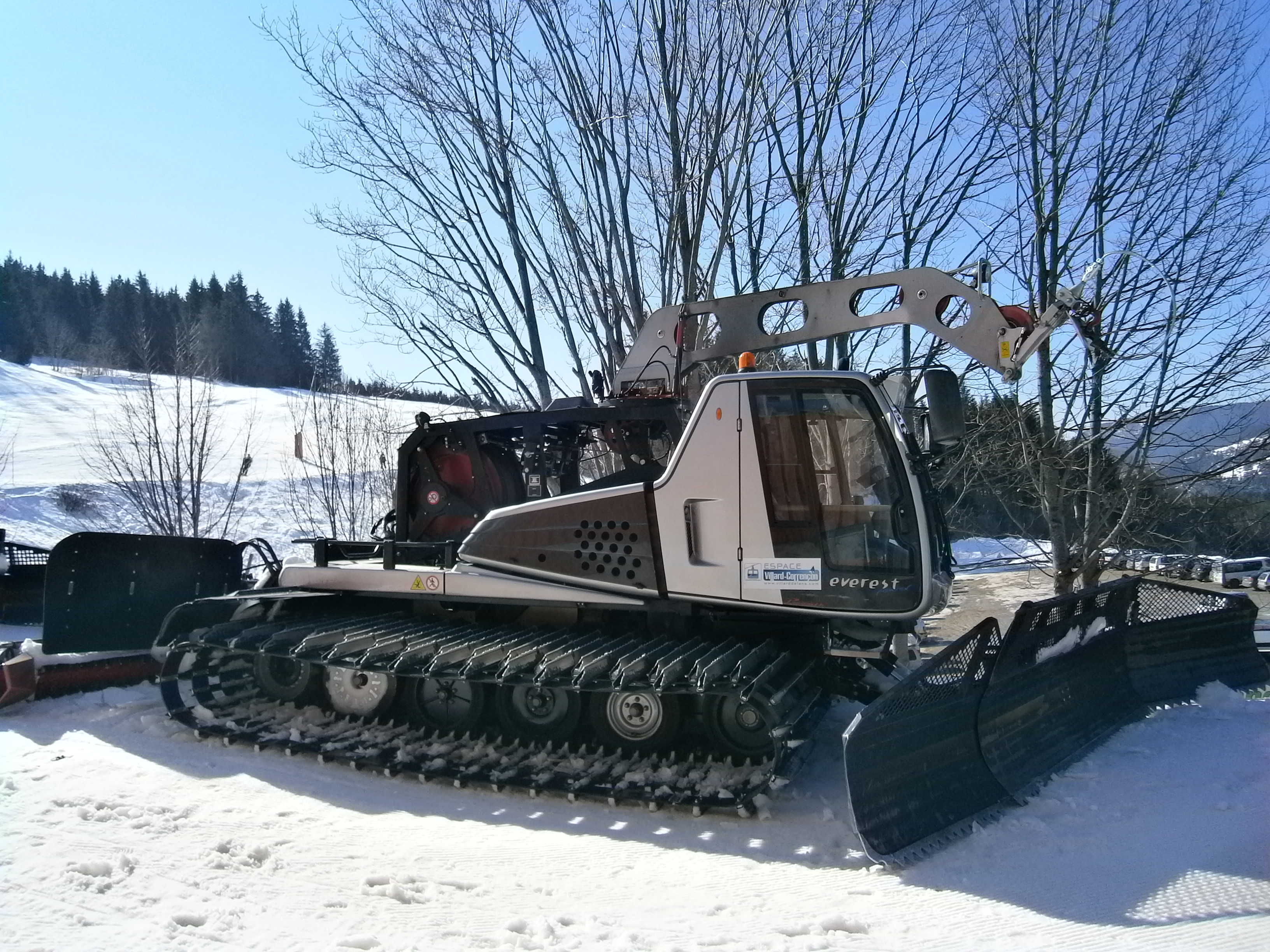
Dameuse Prinoth.
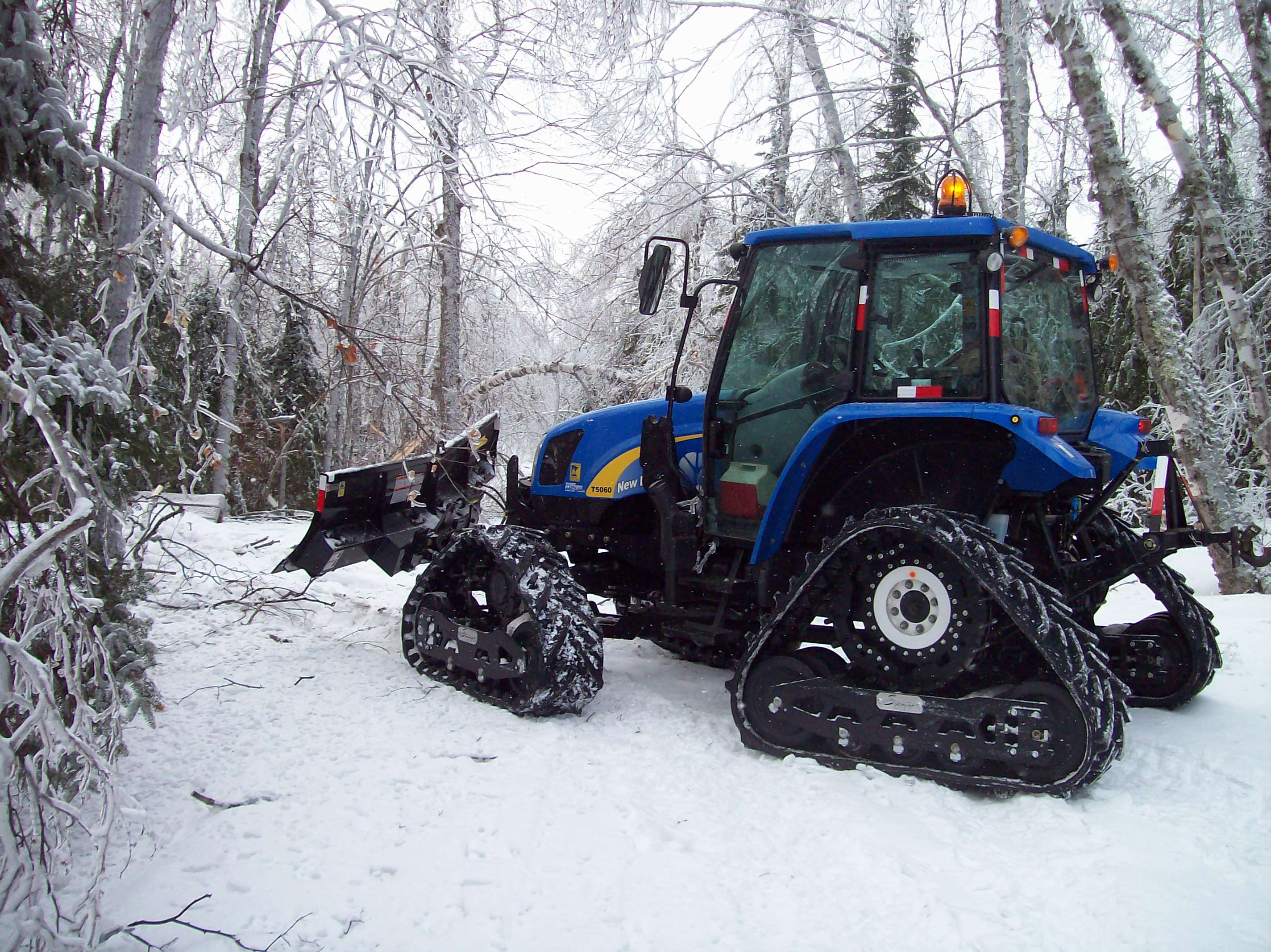
New Holland T5060 avec chenilles Soucy.

## Exploration de l'Antarctique

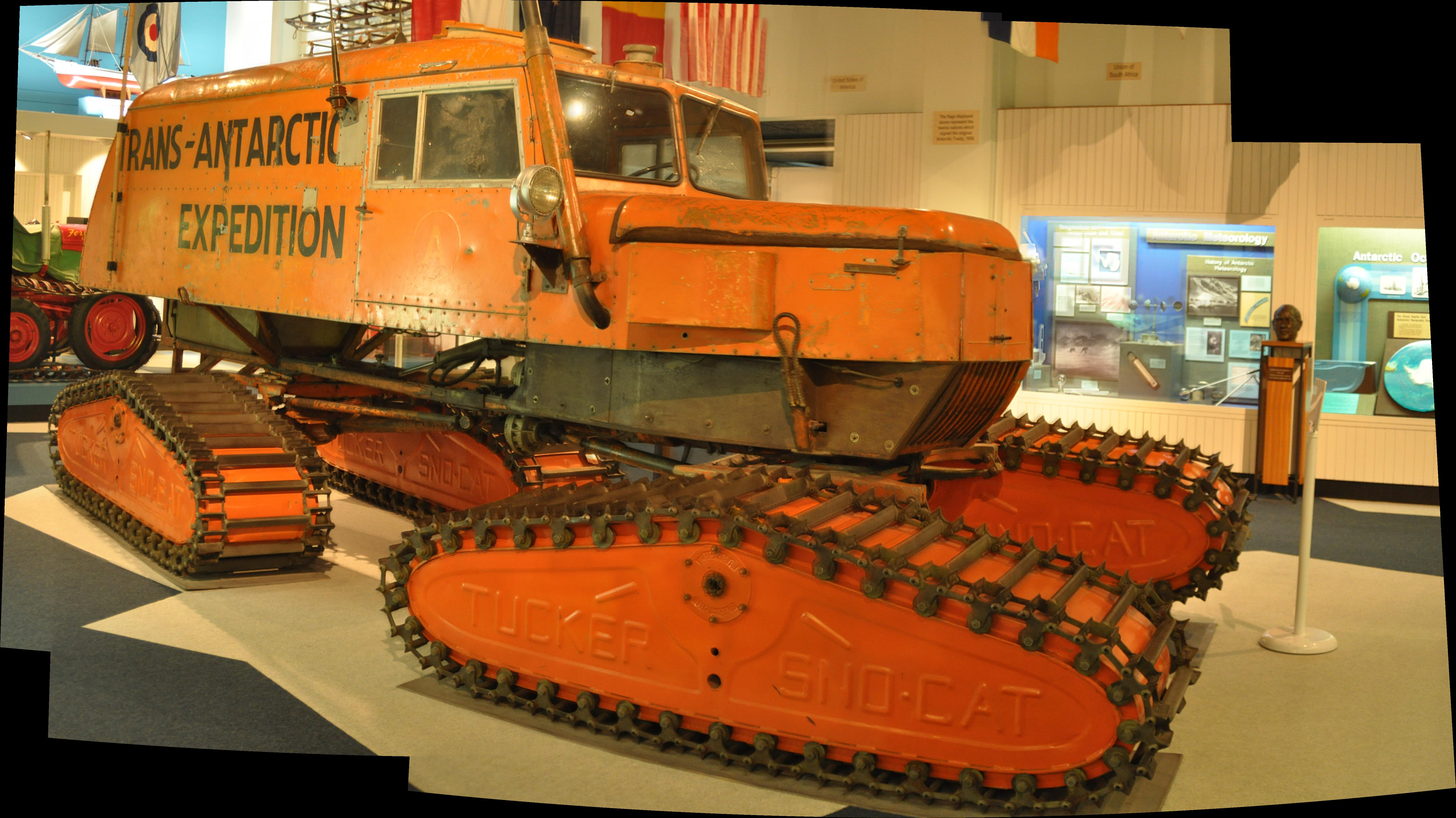
Sno-Cat 743 exposé au Musée de Canterbury à Christchurch, Nouvelle-Zélande

L'explorateur anglais Sir Vivian Fuchs a utilisé 4 Tucker Sno-Cats spécialement préparés dans l'expédition transantarctique de 1957-1958. Un Sno-Cat 743 a été expédié au Royaume-Uni et est actuellement exposé au Science Museum de Wroughton . Un autre Sno-Cat de la même expédition est exposé dans la section antarctique du musée de Canterbury à Christchurch, en Nouvelle-Zélande. Un troisième est exposé au Antique Gas and Steam Engine Museum de Vista, en Californie, aux États-Unis.